# Église Saint-Saturnin de Mauriac
Pour les articles homonymes, voir Église Saint-Saturnin.
L'église Saint-Saturnin est une église catholique située dans la commune de Mauriac, dans le département de la Gironde, en France.

## Localisation
L'église se trouve au cœur du village, dans le lieu-dit À l'église.

## Historique
L'église Saint-Saturnin, fut à l'origine celle d'une commanderie templière, qui passa ensuite aux Hospitaliers de Saint-Jean. La passation de la Commanderie aux Hospitaliers eut lieu vers 1282, trente ans avant le concile de Vienne, elle n'est donc pas imputable aux spoliations des biens templiers induites par Philippe le Bel.

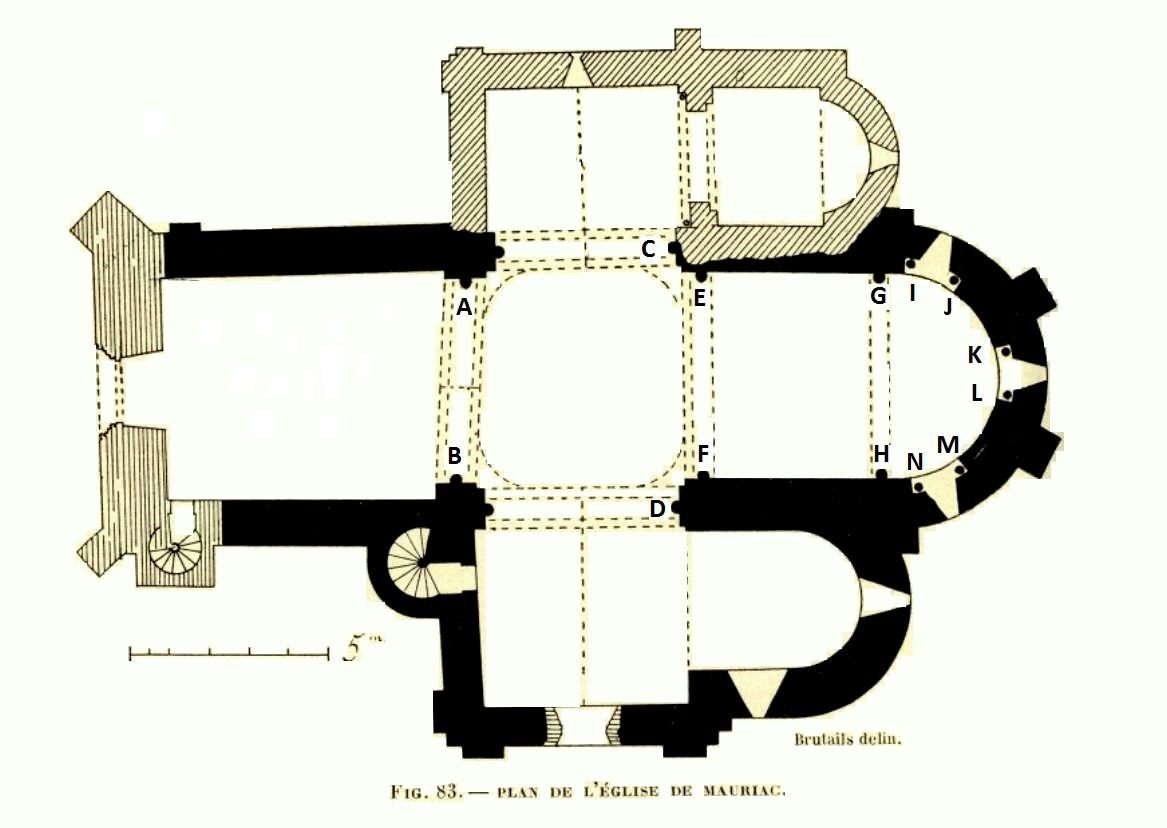
Plan de l'église (Brutails 1912)

L'édifice du XIe siècle se réduisait à la petite chapelle au Nord, conservée sous la forme d'une absidiole et le croisillon nord.
L'église romane, construite au XIIe siècle, présentant un plan ramassé doté d'une nef romane à une travée, d'un vaste chevet à trois absides ouvrant sur un transept débordant. Cette partie reçoit une coupole sur pendentifs à la croisée. L'abside et les absidioles sont couvertes de culs-de-four, les chœurs de berceaux plein-cintre; les bras du transept en berceaux brisés. Sur le carré il y a une coupole, dont les pendentifs seuls sont anciens. La calotte est de 1868. À la même date, on a substitué un berceau au lambris qui abrite la nef et percé dans la nef deux fenêtres. Une autre fenêtre avait été pratiquée peu avant dans le mur occidental.
La nef est fermée à l'ouest par un clocher-mur du XIIIe ou XIVe siècle, et est terminée par un pignon triangulaire installé vers la fin du XVIe siècle. 
La voûte de l'absidiole sud conserve un décor peint, malheureusement assez abîmé, d'apôtres réalisé au XVIe siècle.
Le chevet et le transept ont été exhaussés à des fins défensives pendant les guerres de Religion au XVIe siècle. Une bretèche à mâchicoulis y fait encore la vigie. Cette bretèche a été réalisée avec les plates tombes des Chevaliers de Malte qui gisaient dans le cimetière autour. Sur certaines des dalles on voit encore leurs grandes croix gravées et divers vestiges d'épigraphie funéraire.
Sur le mur sud de la nef se trouvent les vestiges d'un cadran canonial, datant probablement du XIIe siècle.

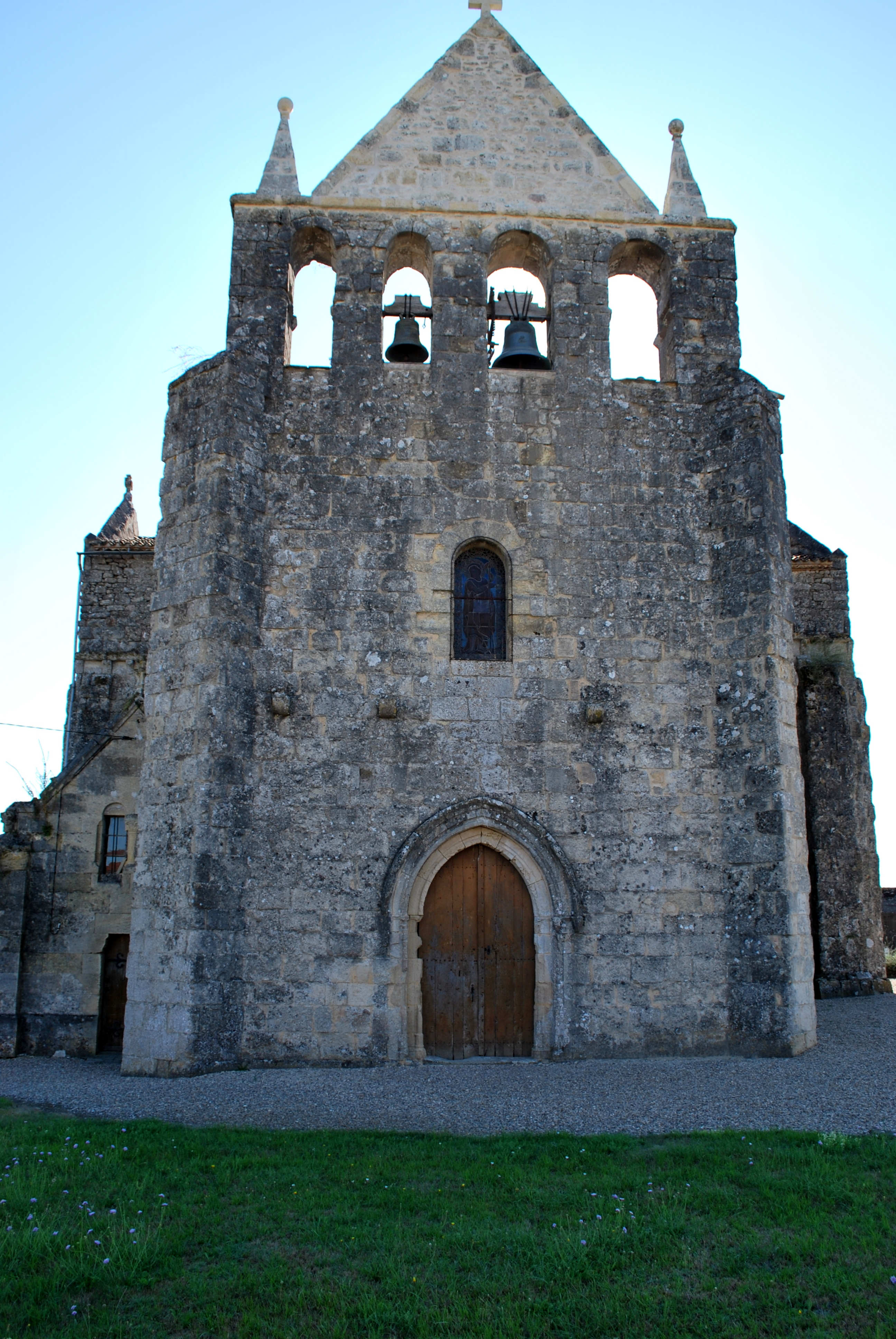
Façade occidentale
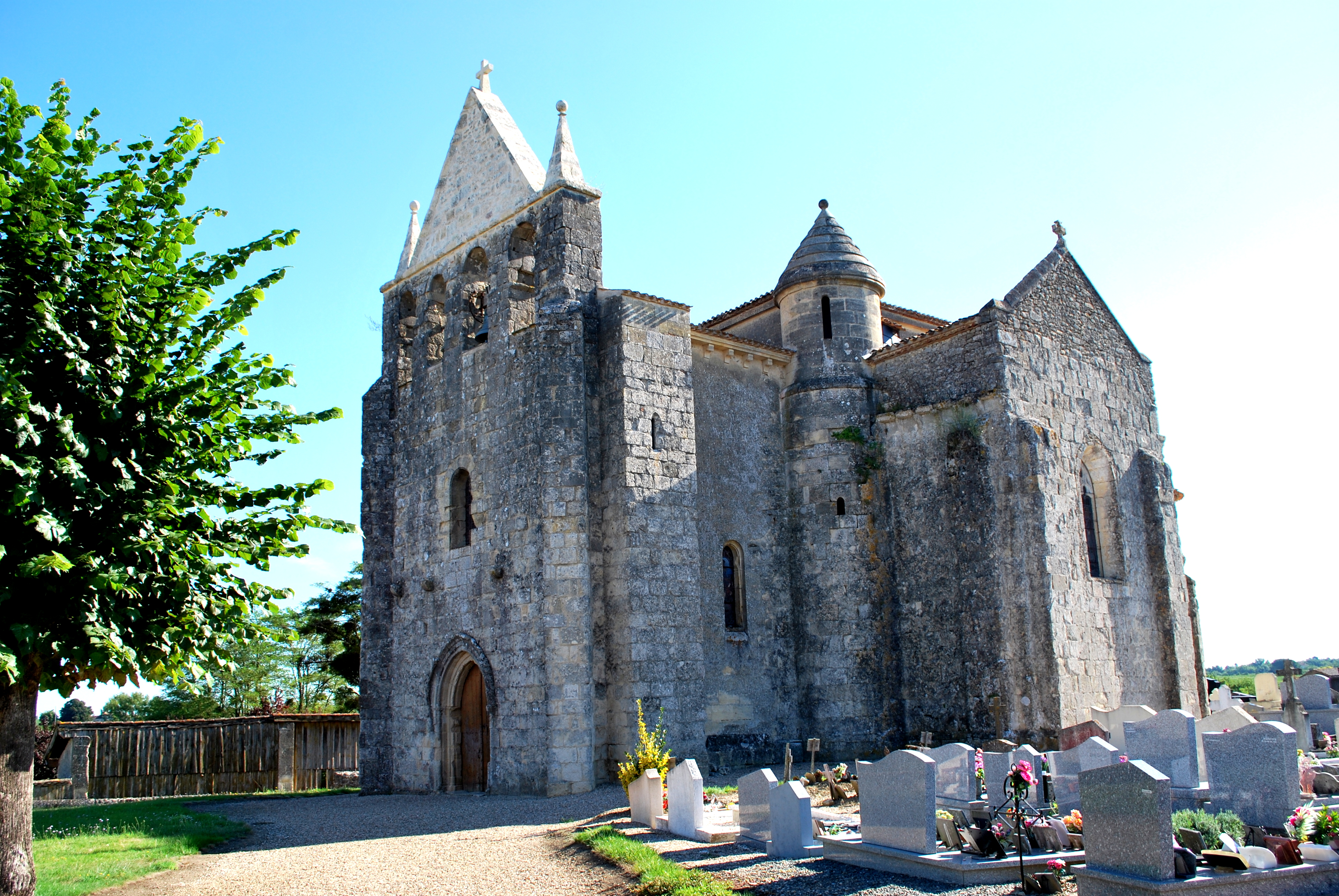
Vue sud-ouest
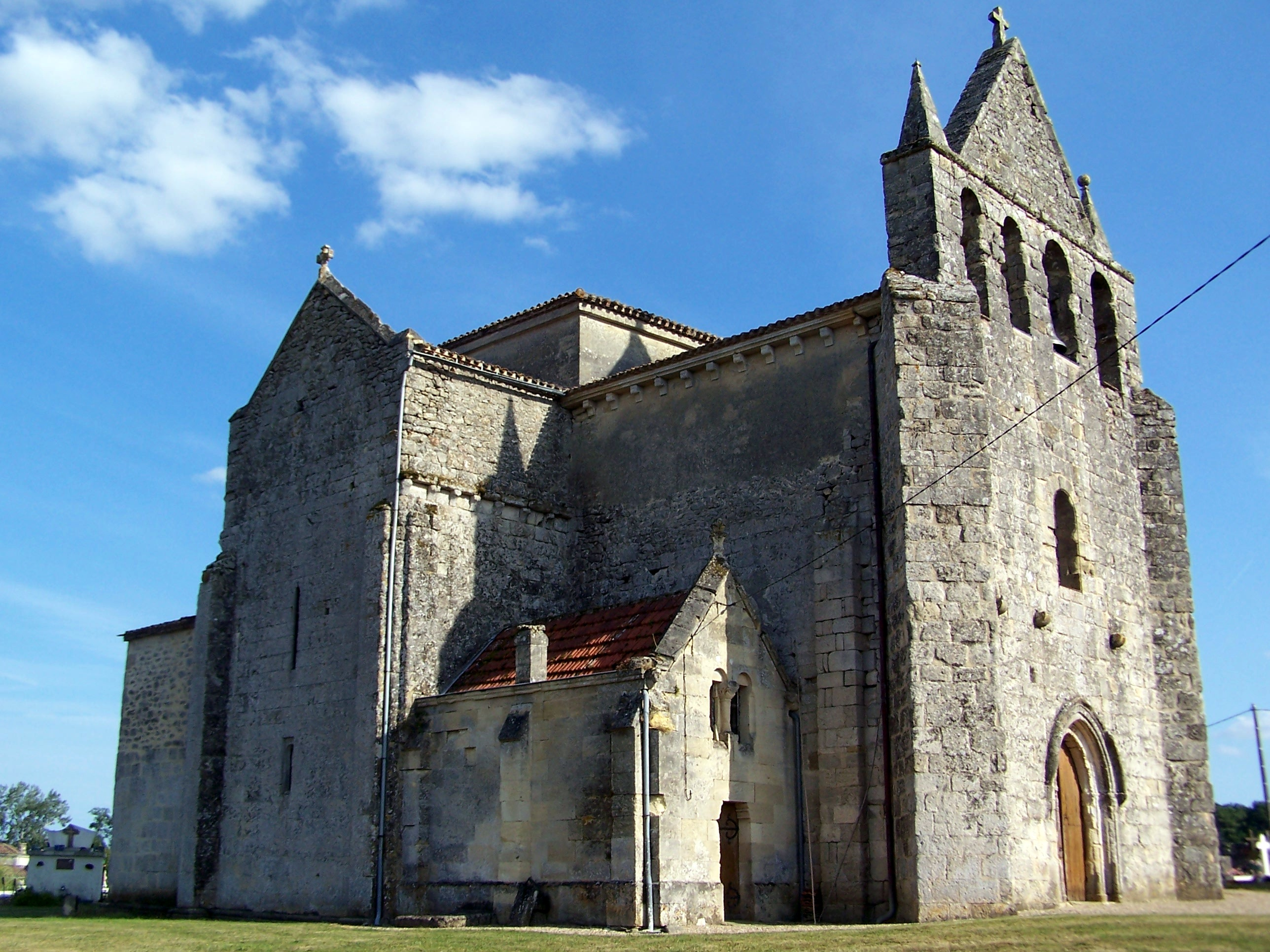
Vue nord-ouest
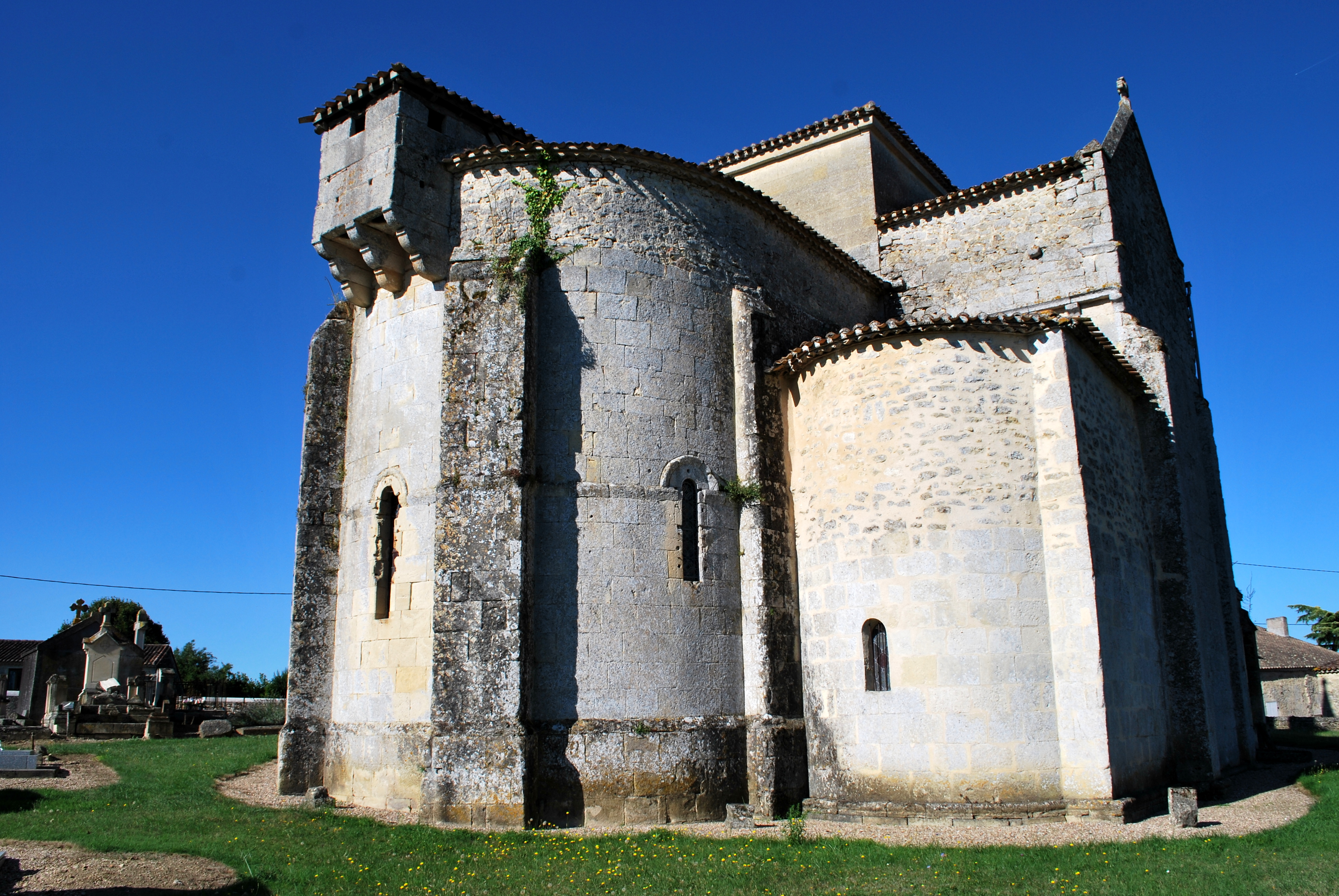
Vue nord-est
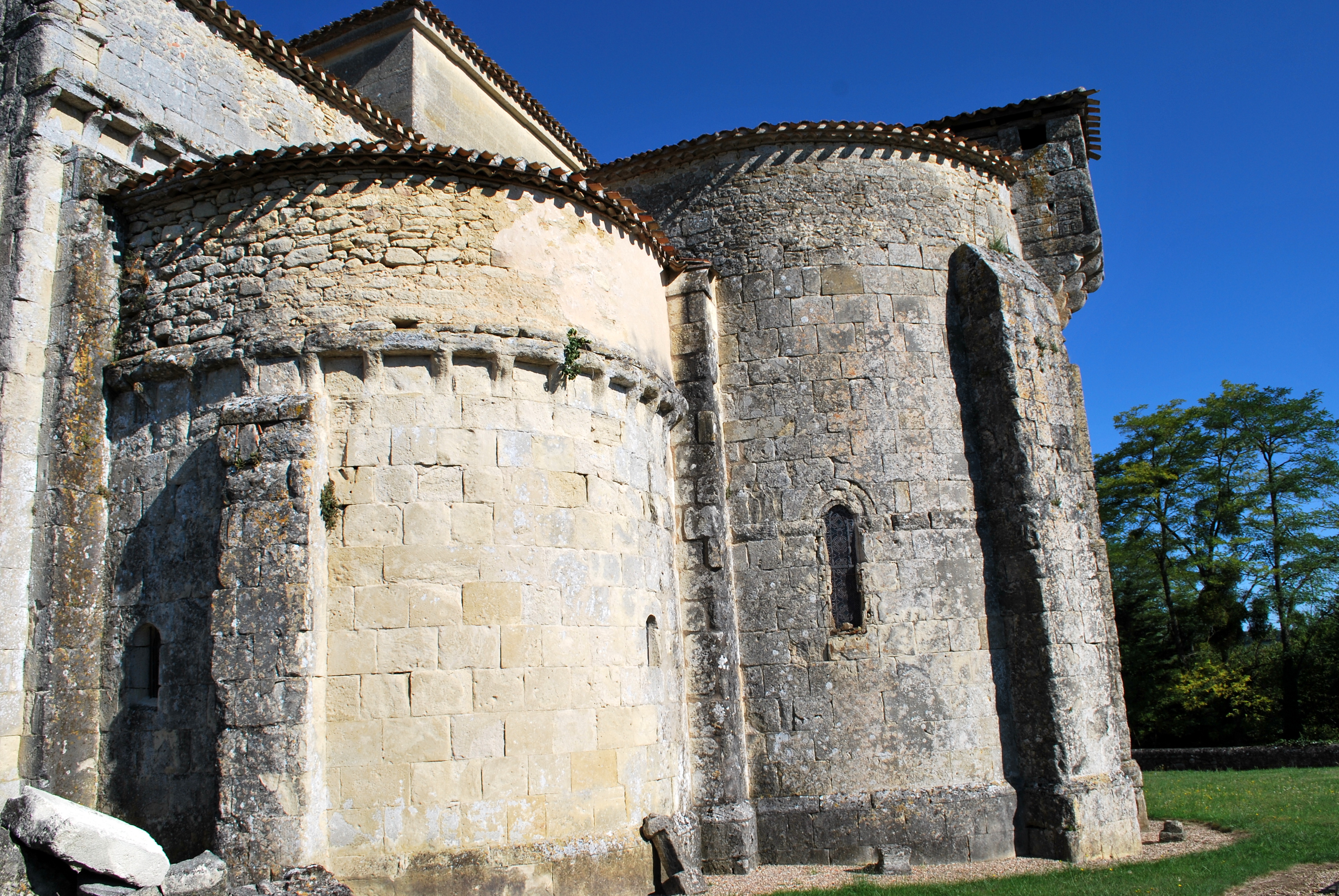
Absidiole sud et abside

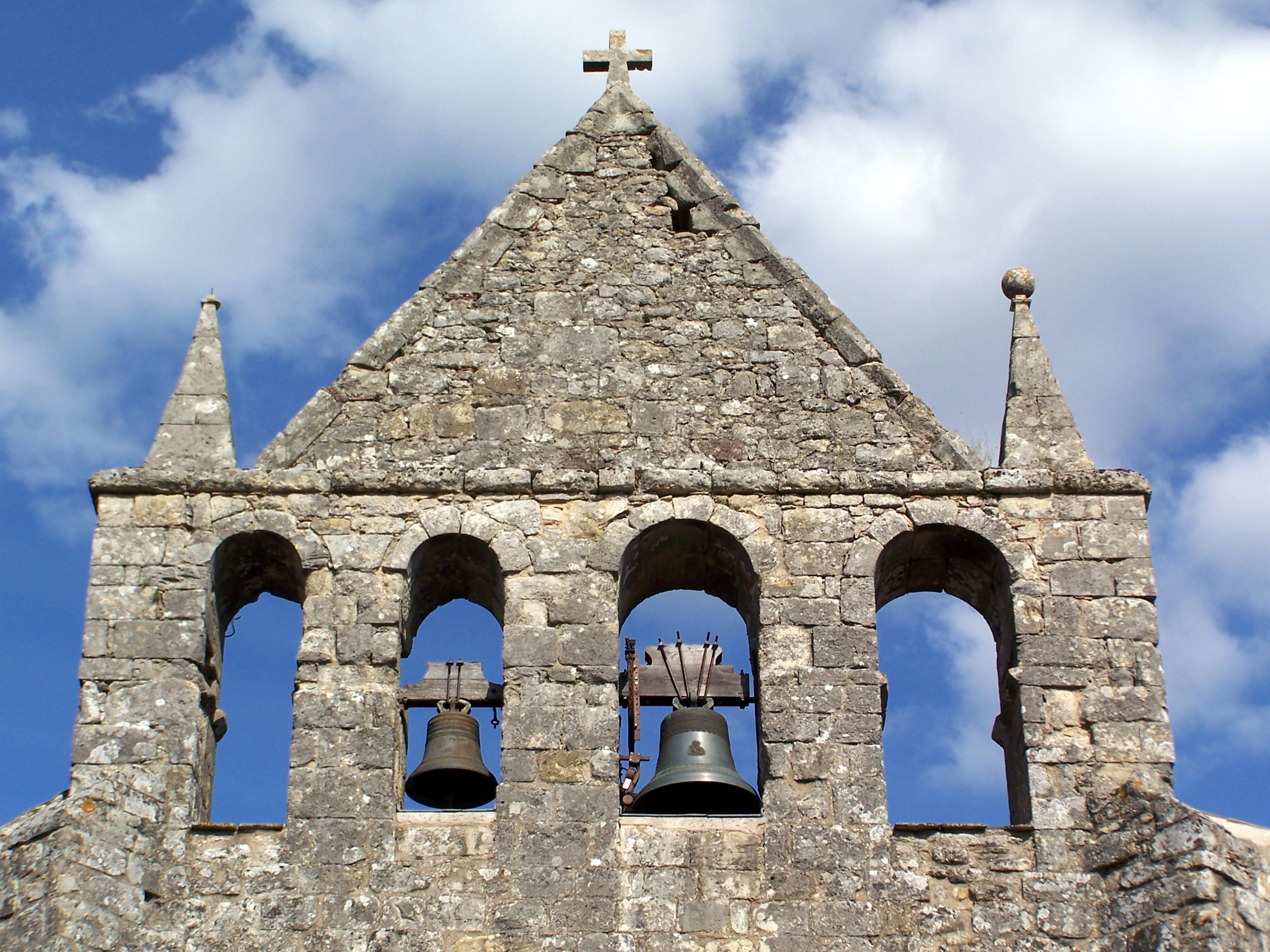
Le clocher-mur
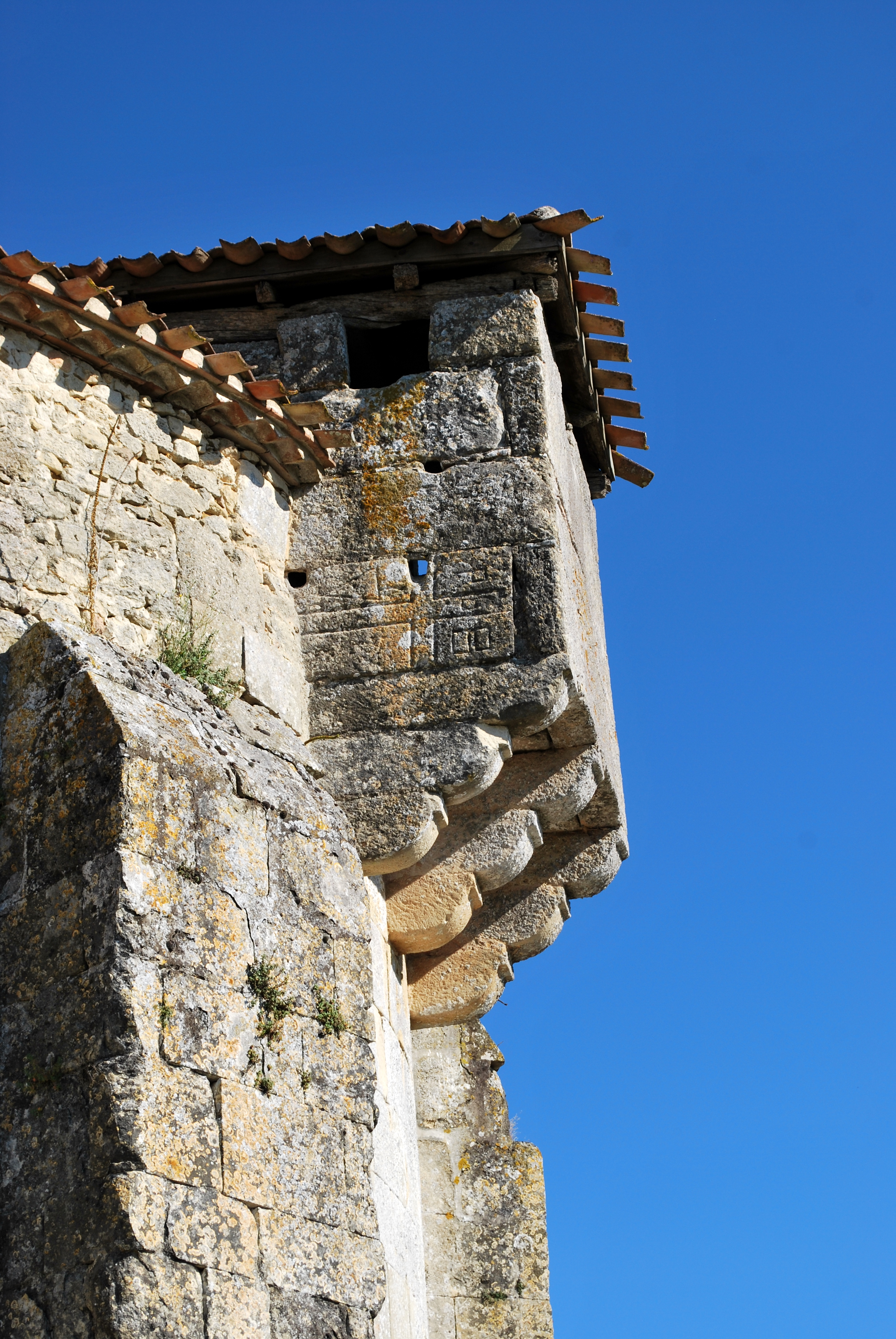
Bretèche
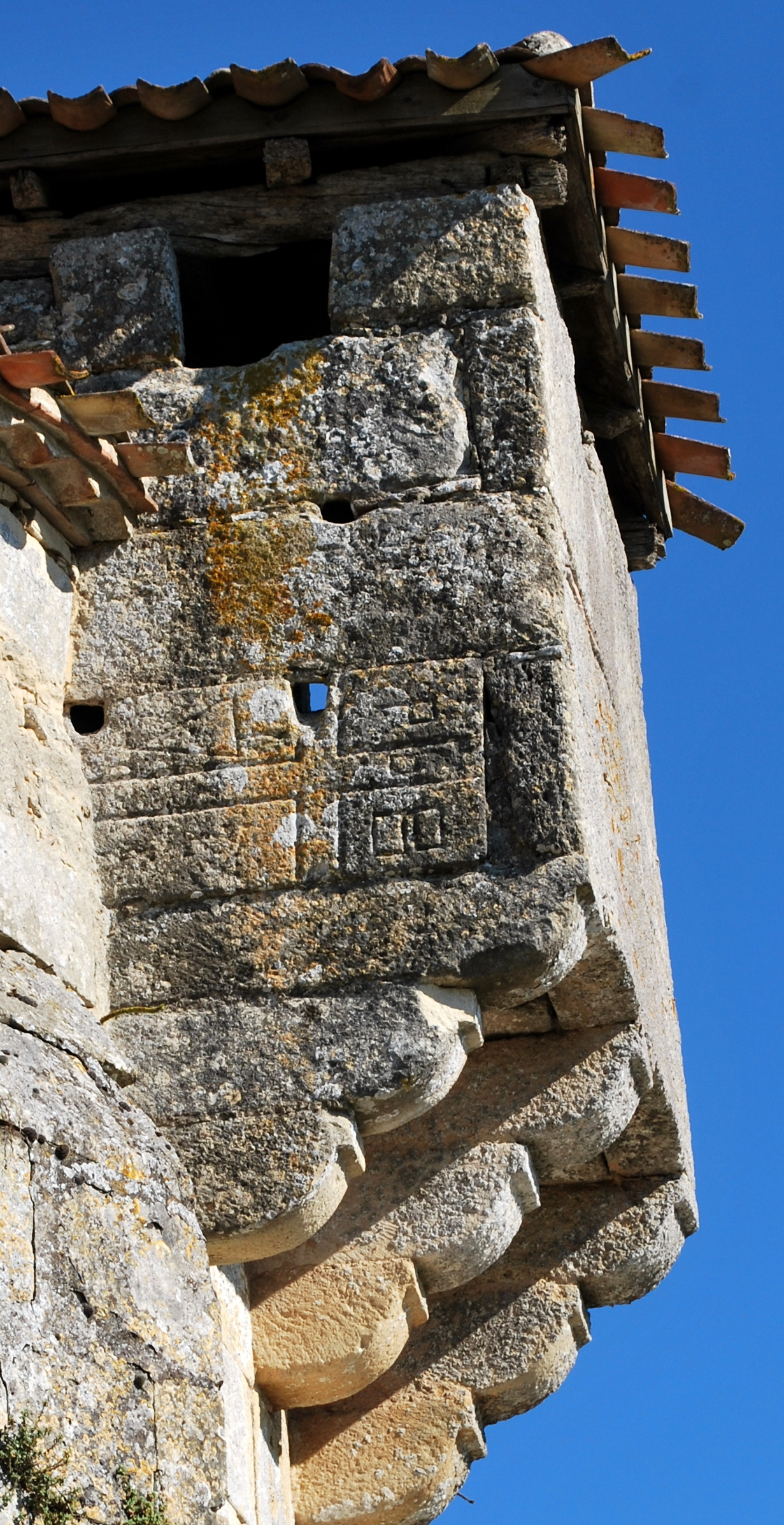
Dalle funéraire
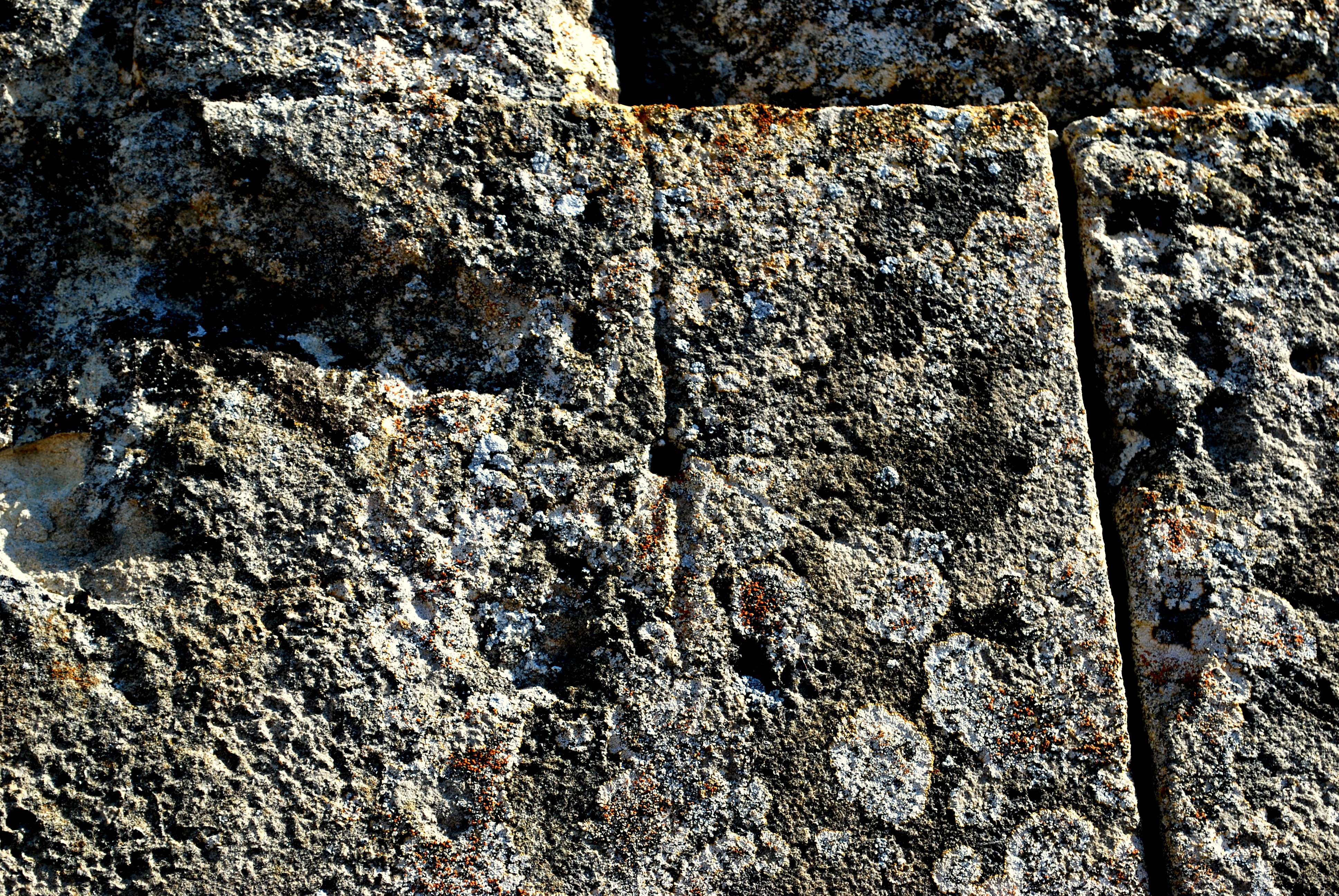
Cadran canonial

### L'intérieur

Détails du fût
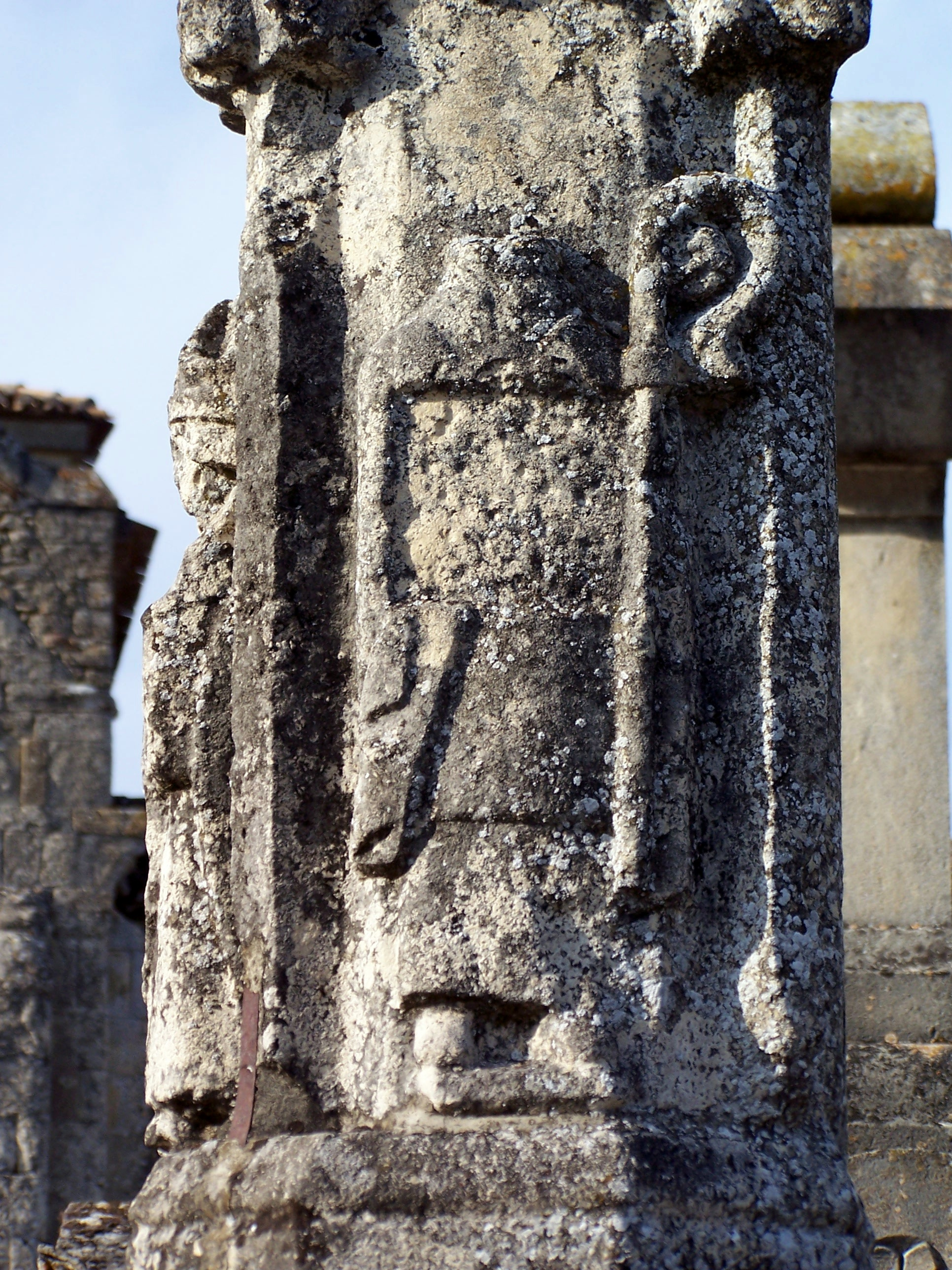
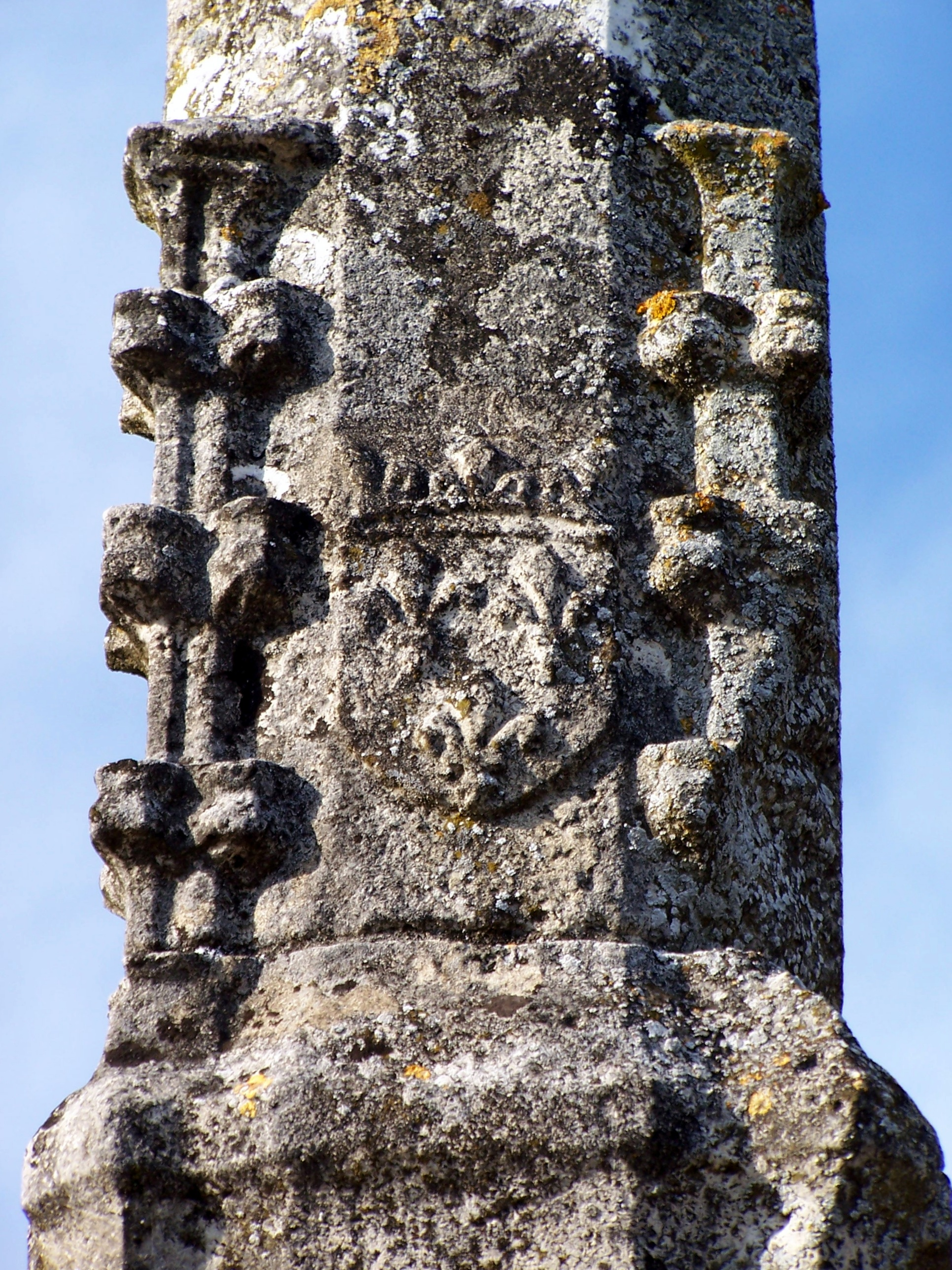
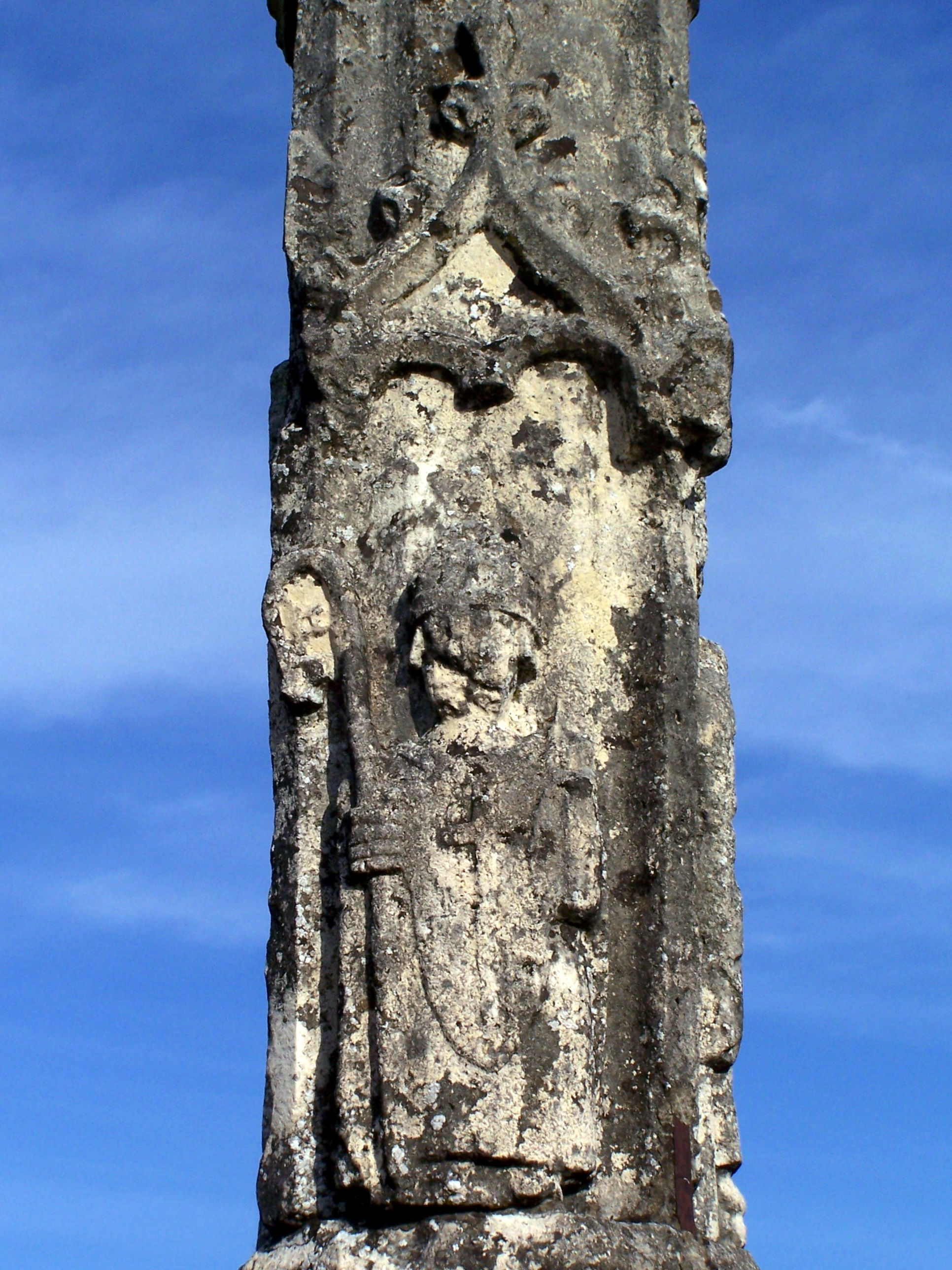
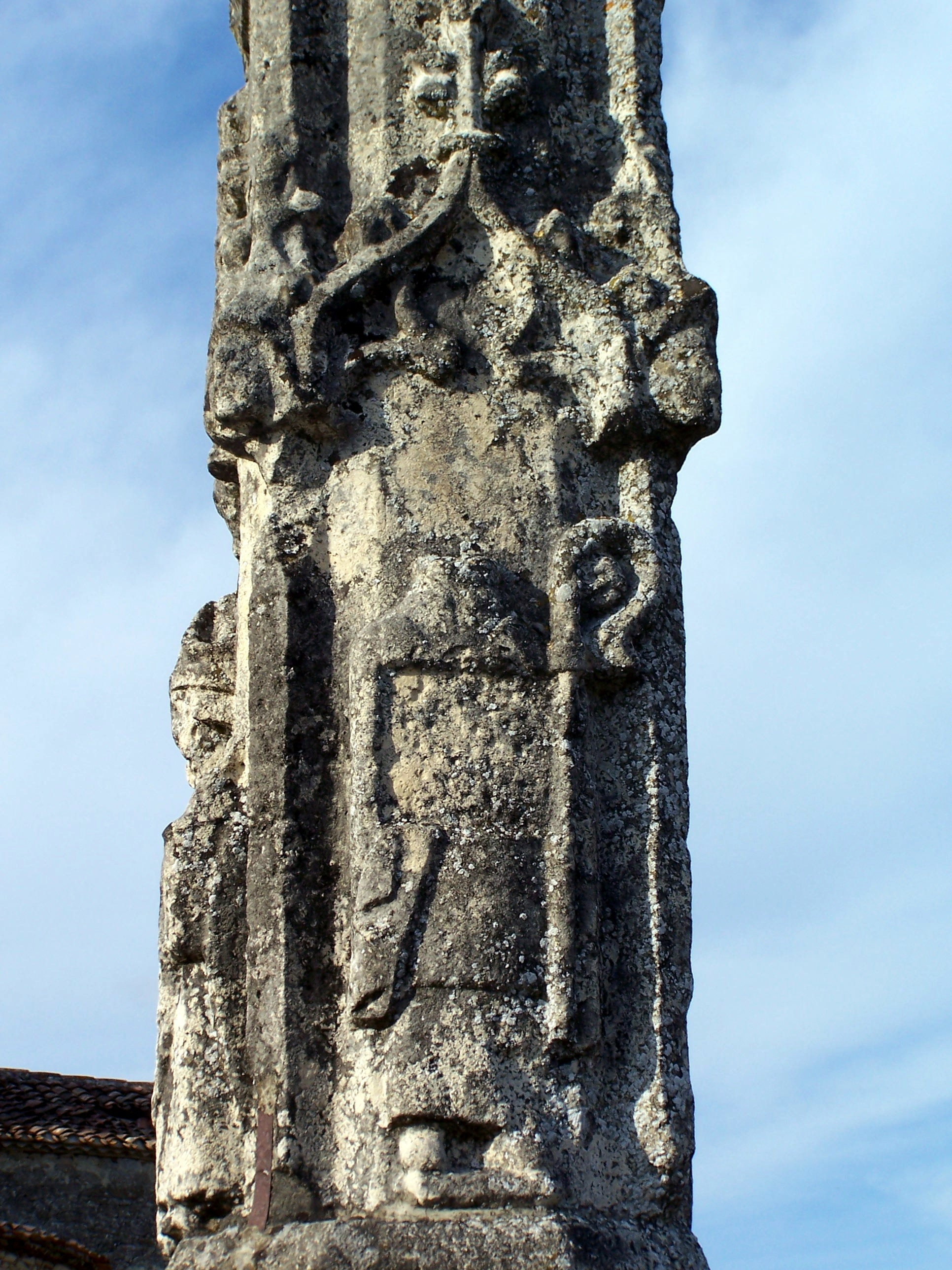

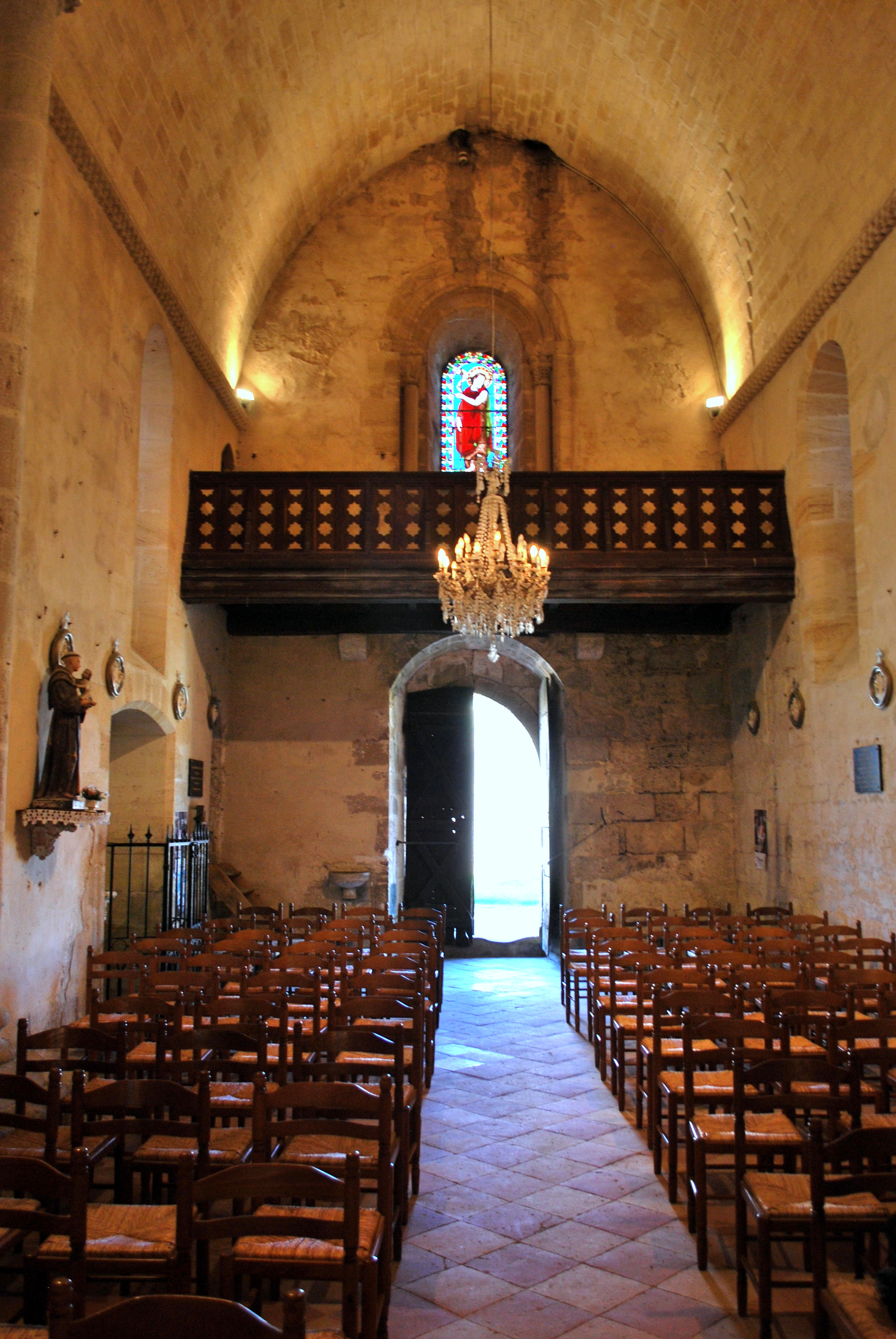
La nef et l'entrée
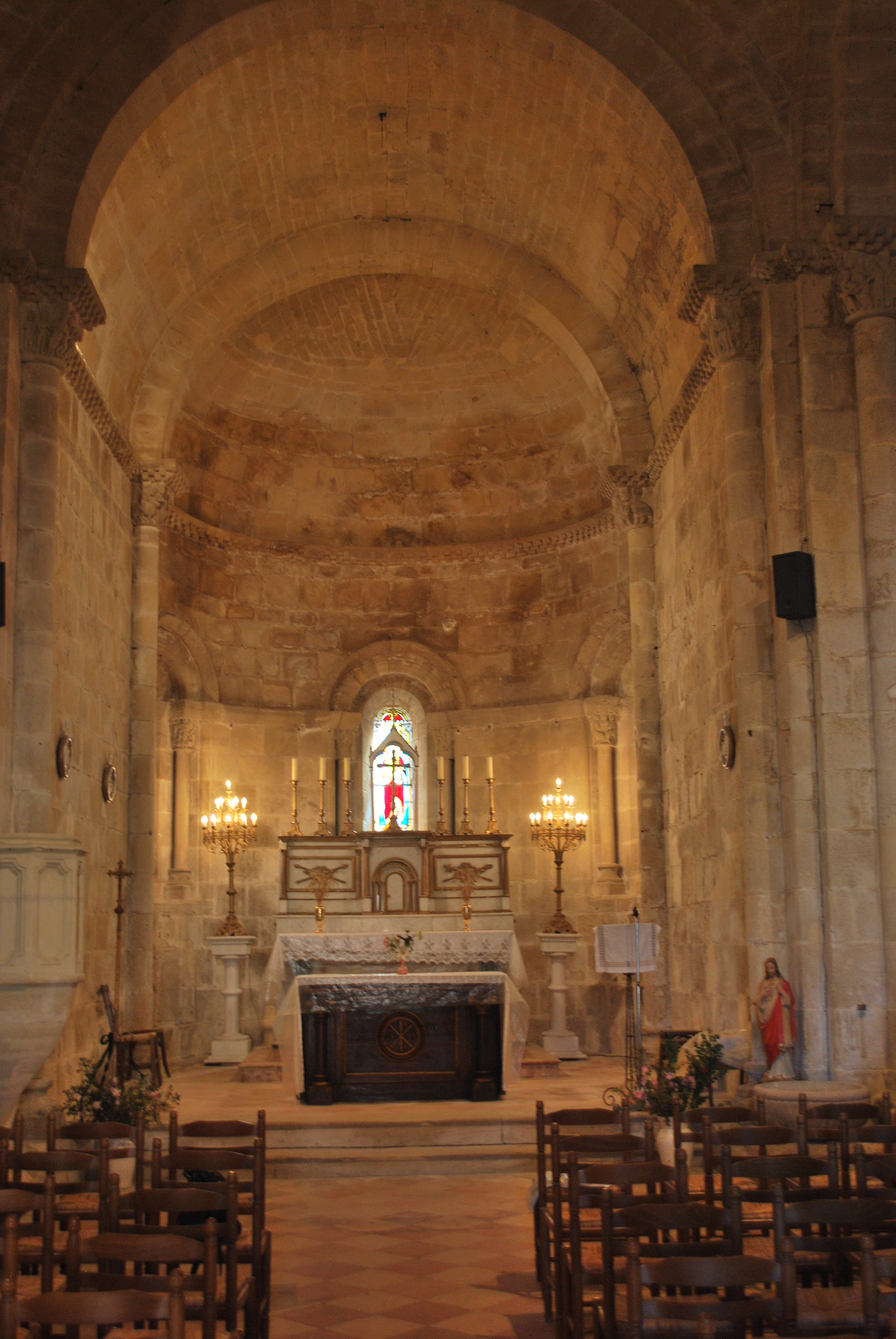
La nef et l'autel
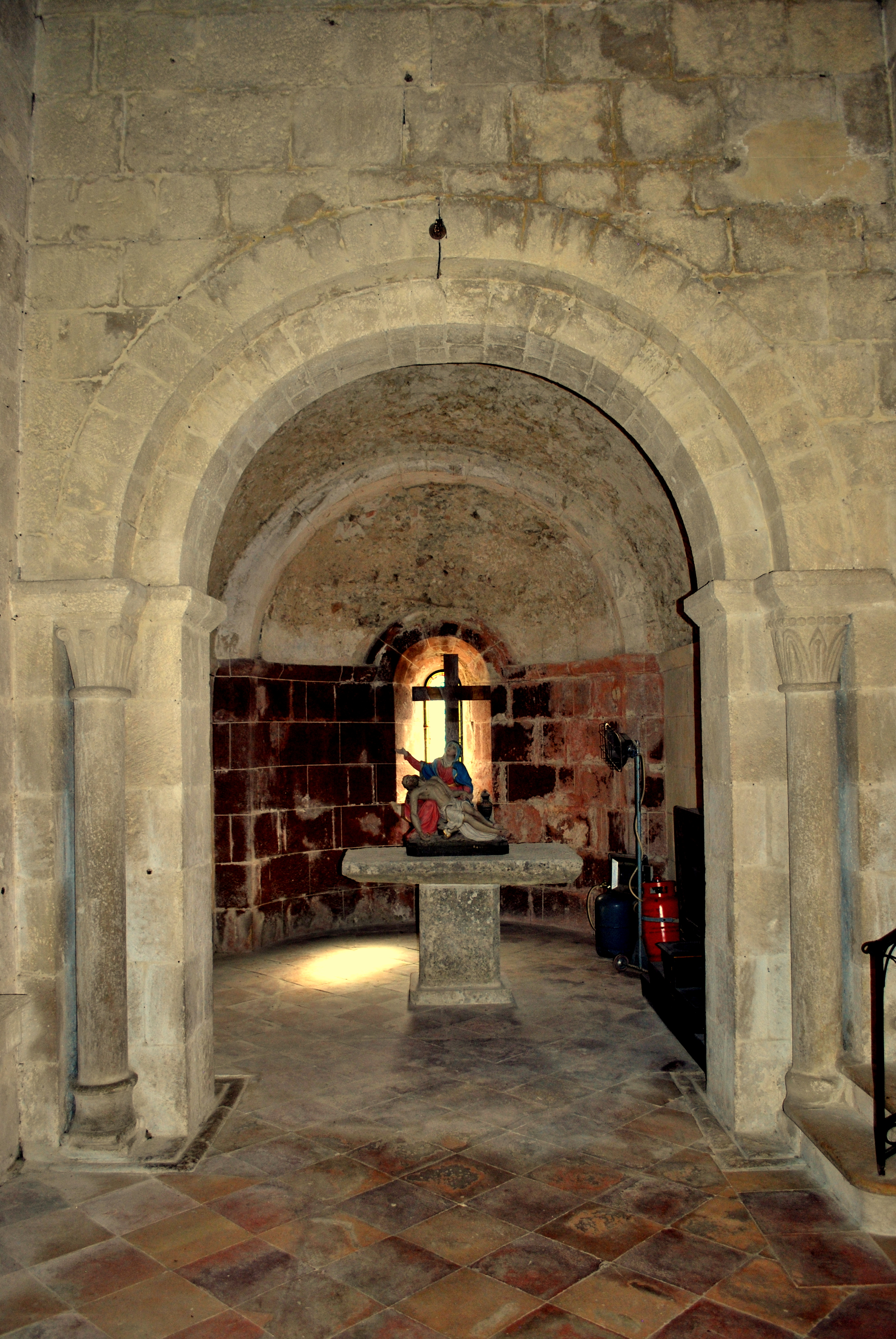
Absidiole Nord
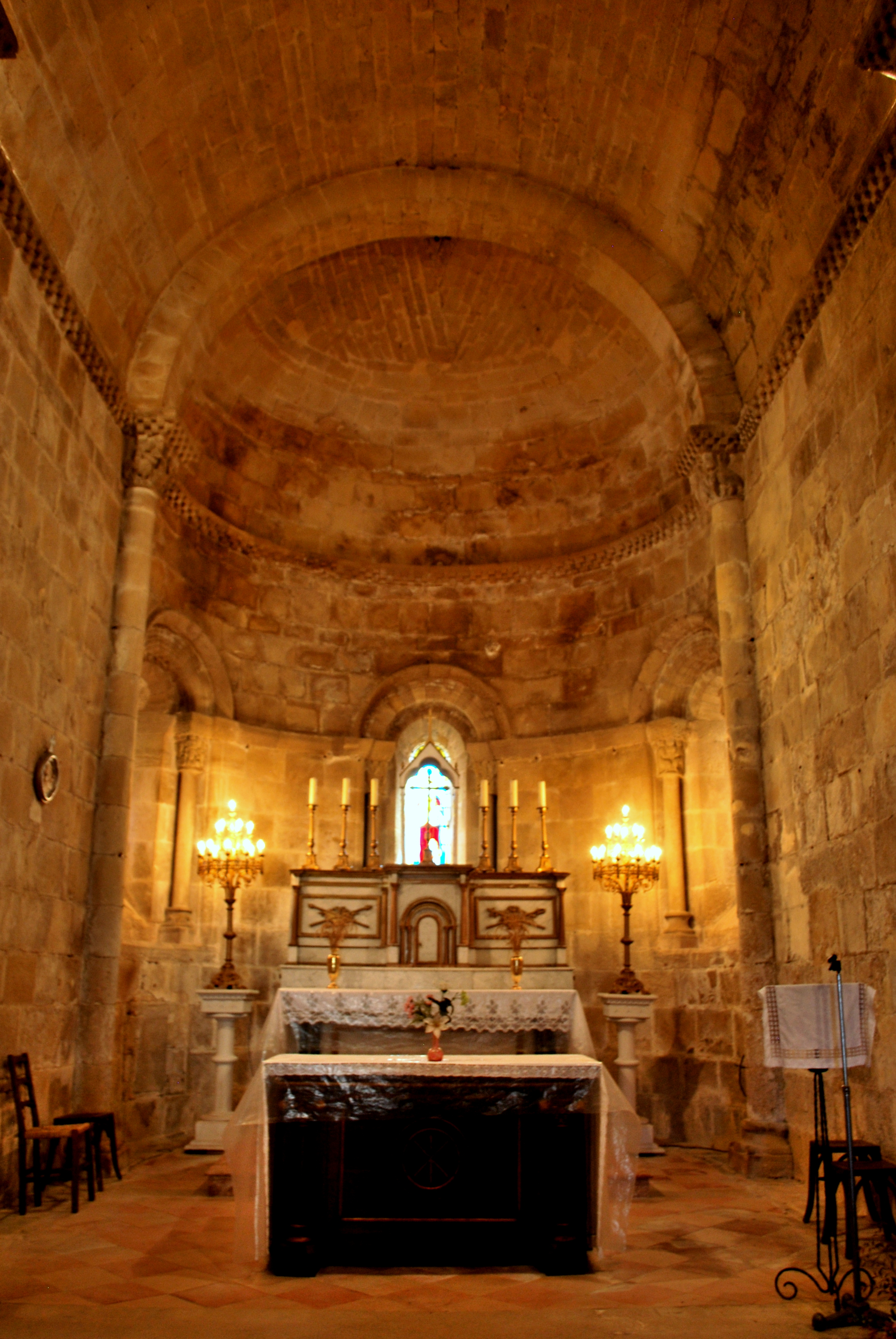
Abside
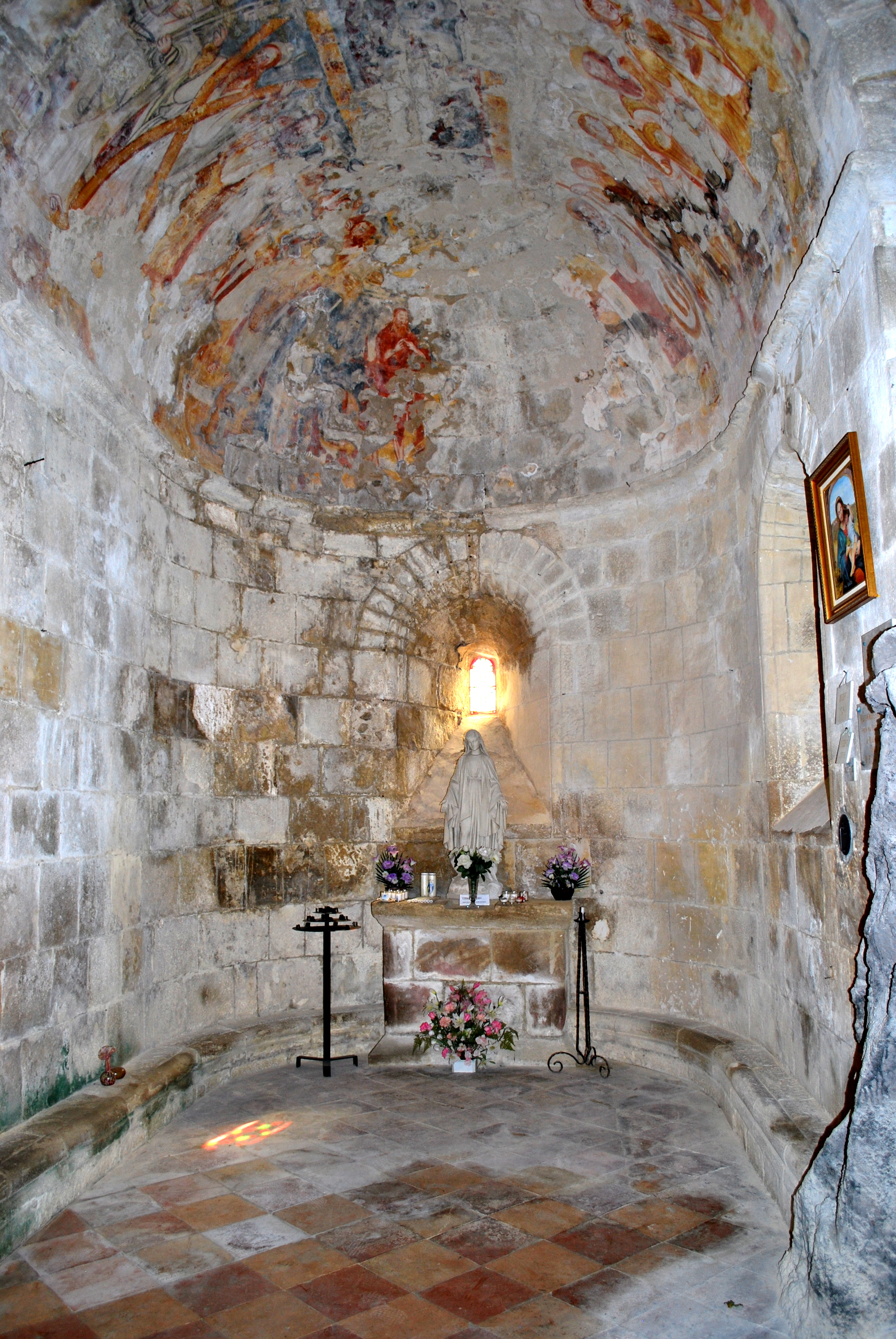
Absidiole Sud
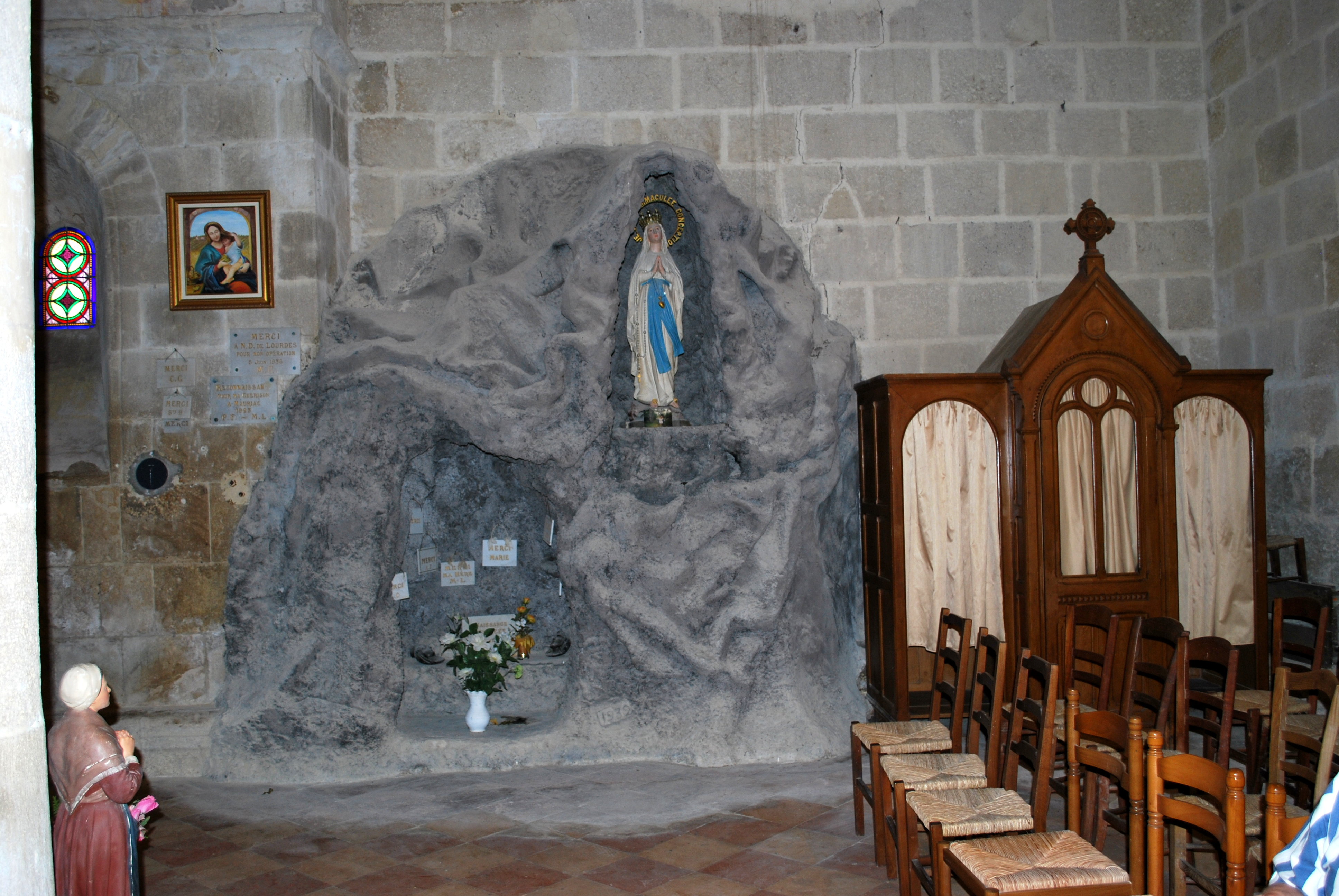
Transept Sud

Les peintures de l'absidiole sud

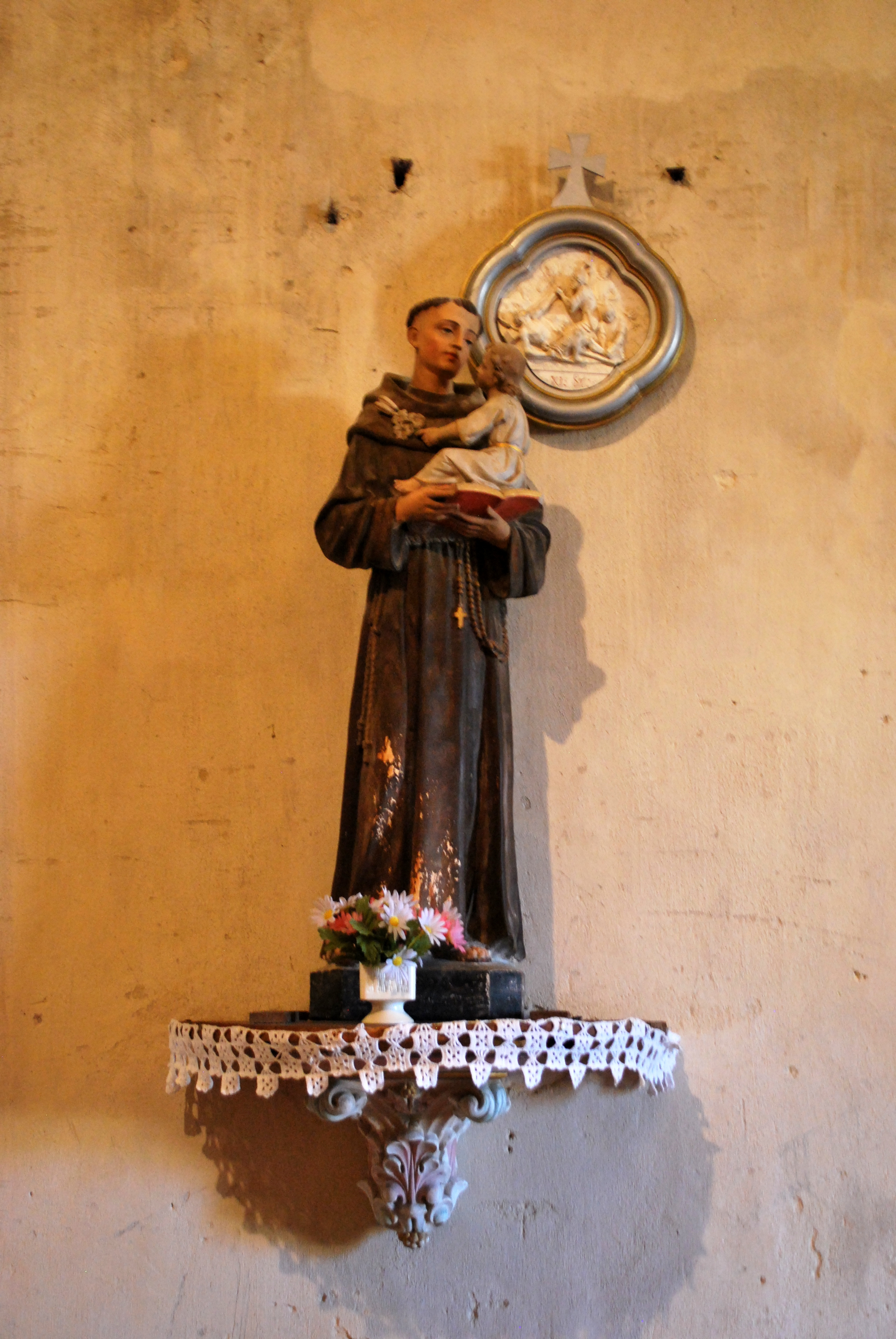
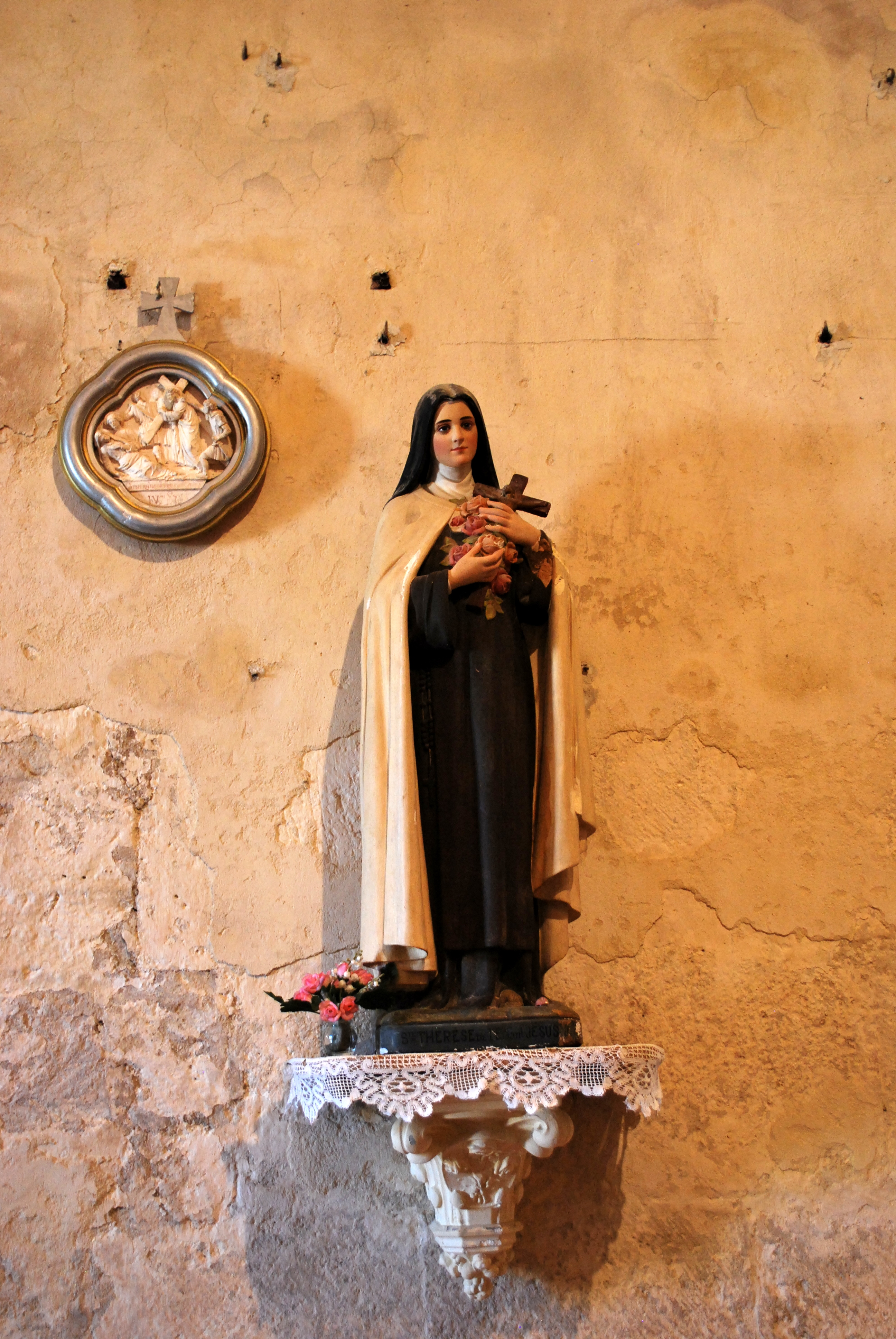
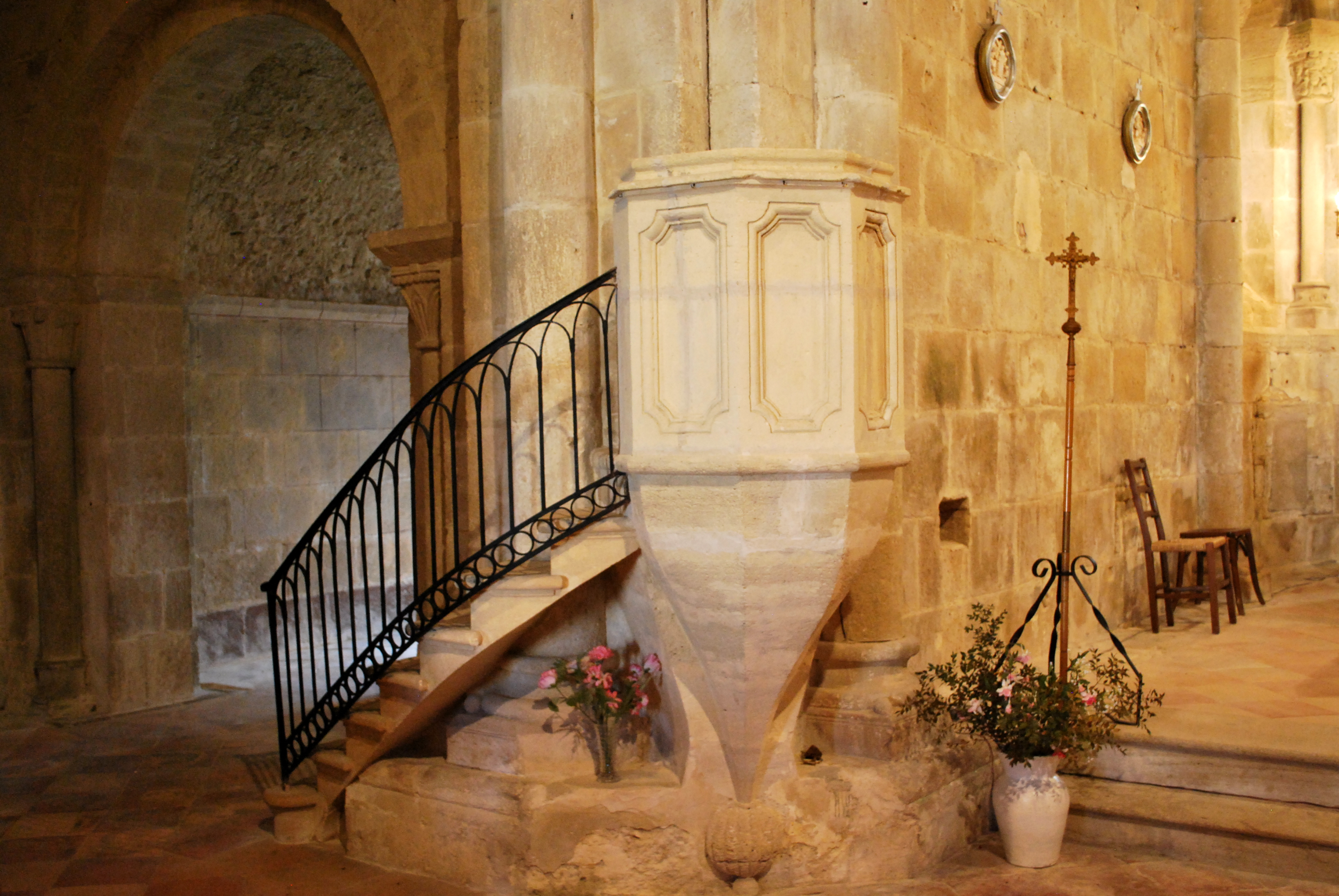
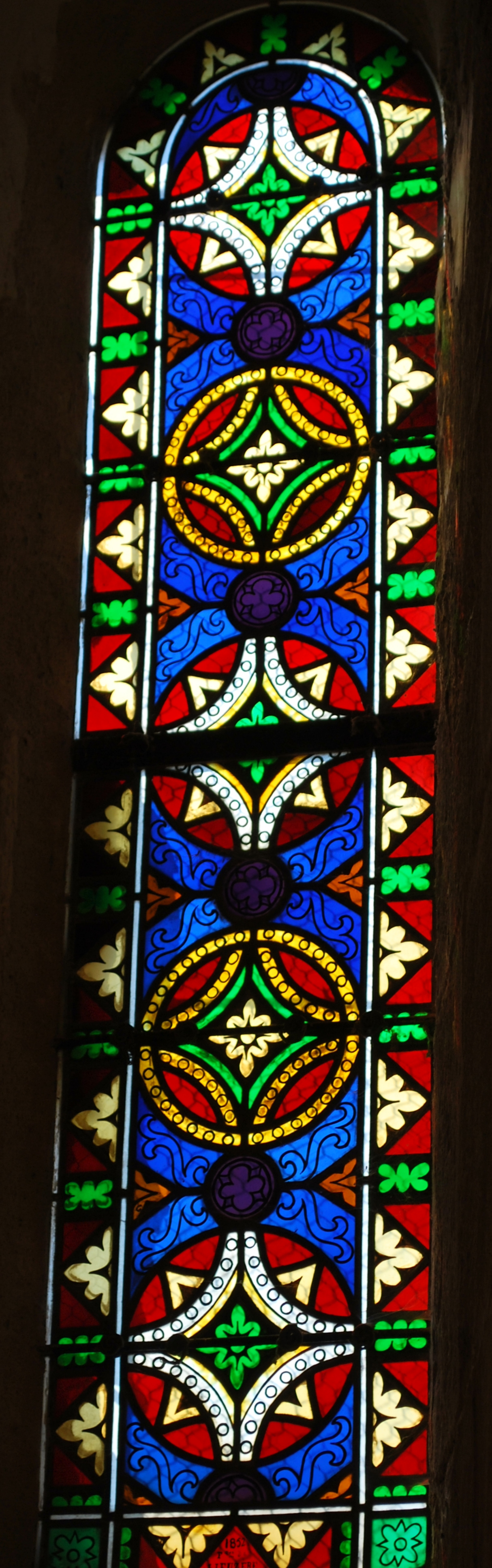
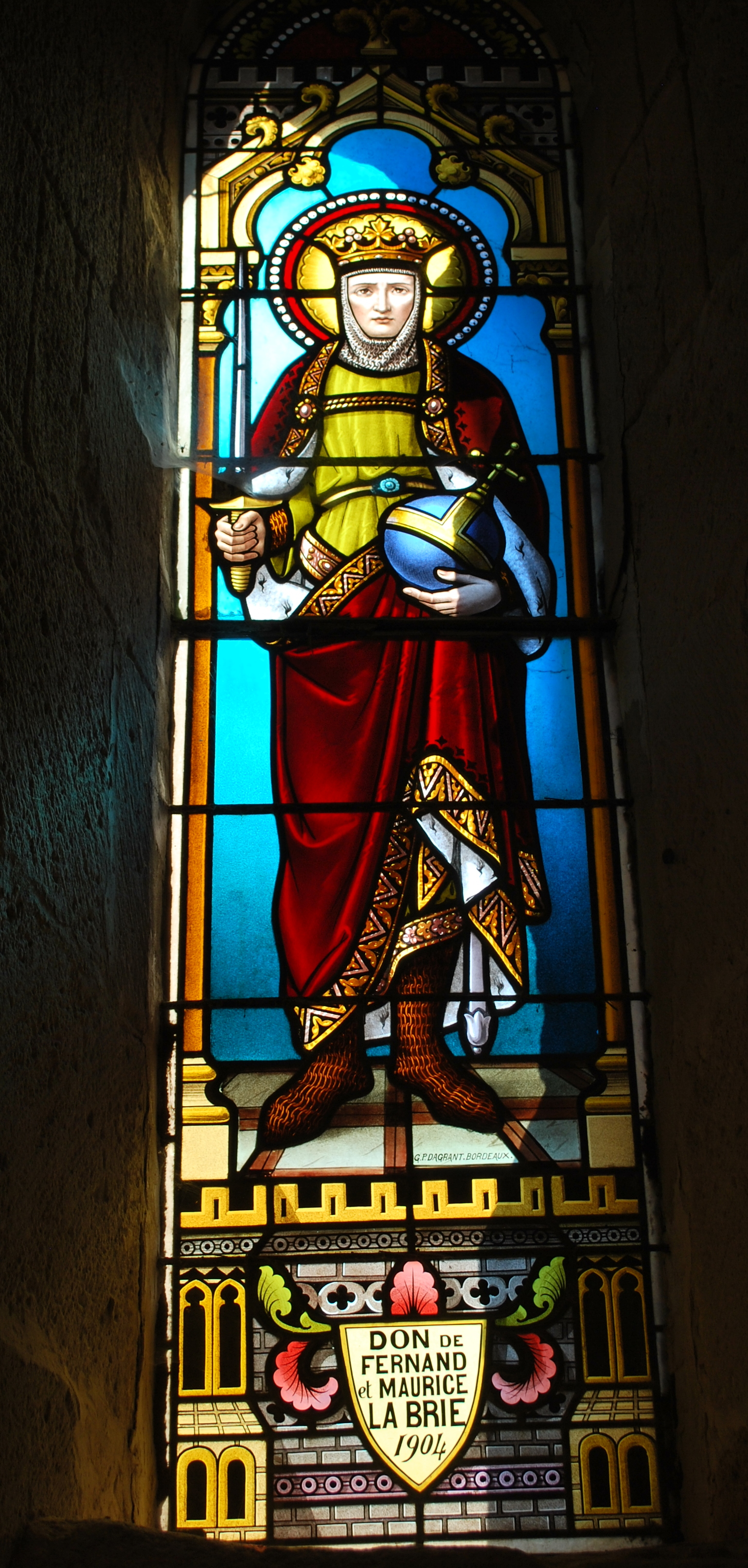
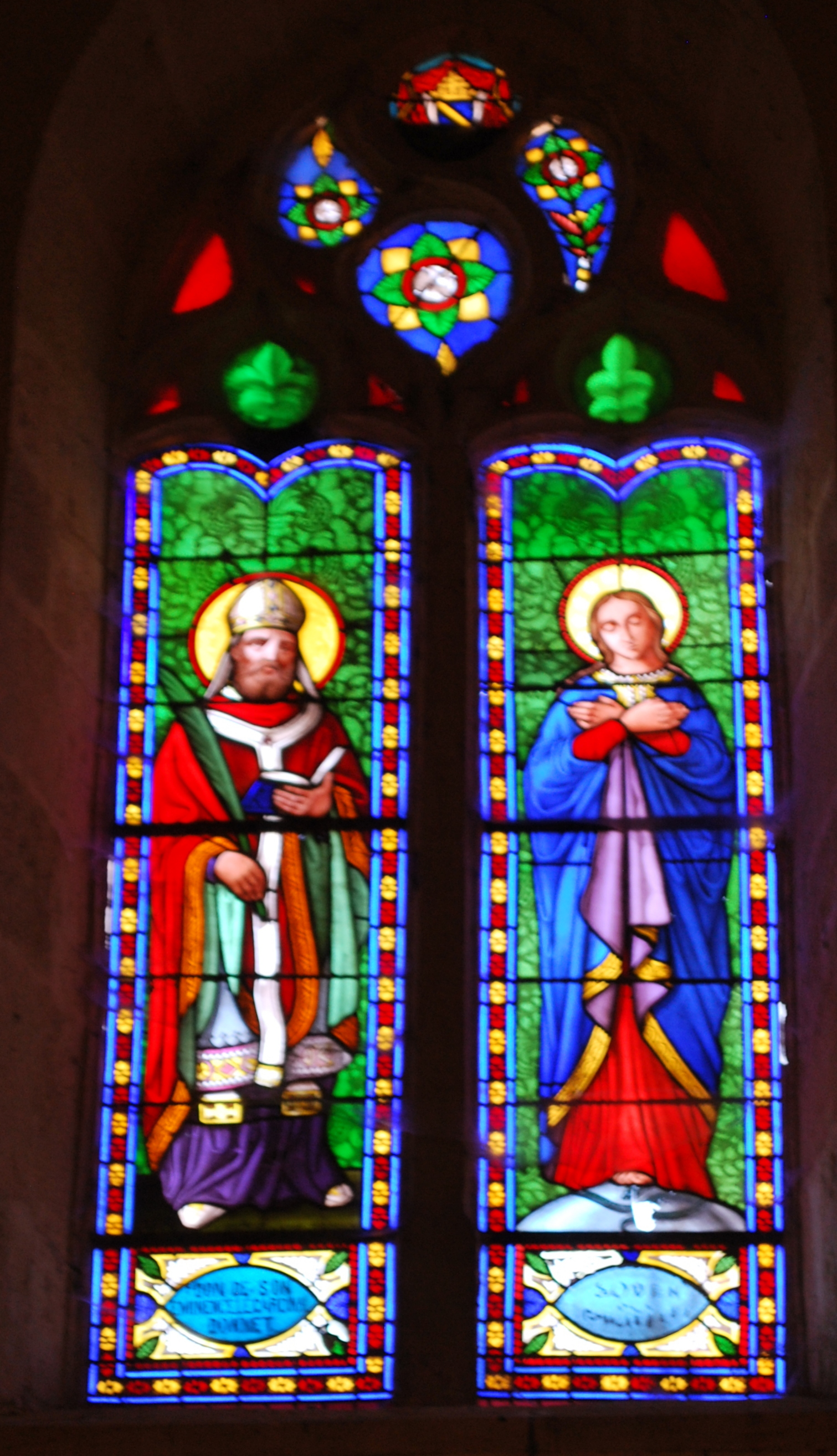

Ces peintures murales, du XVIe siècle, représentent les douze apôtres, caractérisés par les instruments de leur supplice ou par les autres signes que la tradition a attribués à chacun d'eux. Par exemple, saint André et 'sa croix'. Des phylactères rédigés en gothique nommaient les personnages. La Commission des Monuments Historiques de la Gironde pouvaient les lire sans problème en 1846. Malheureusement, aujourd'hui, à la suite d'infiltrations sournoises d'eau, les peintures se sont dégradées.

Peintures absidiole sud
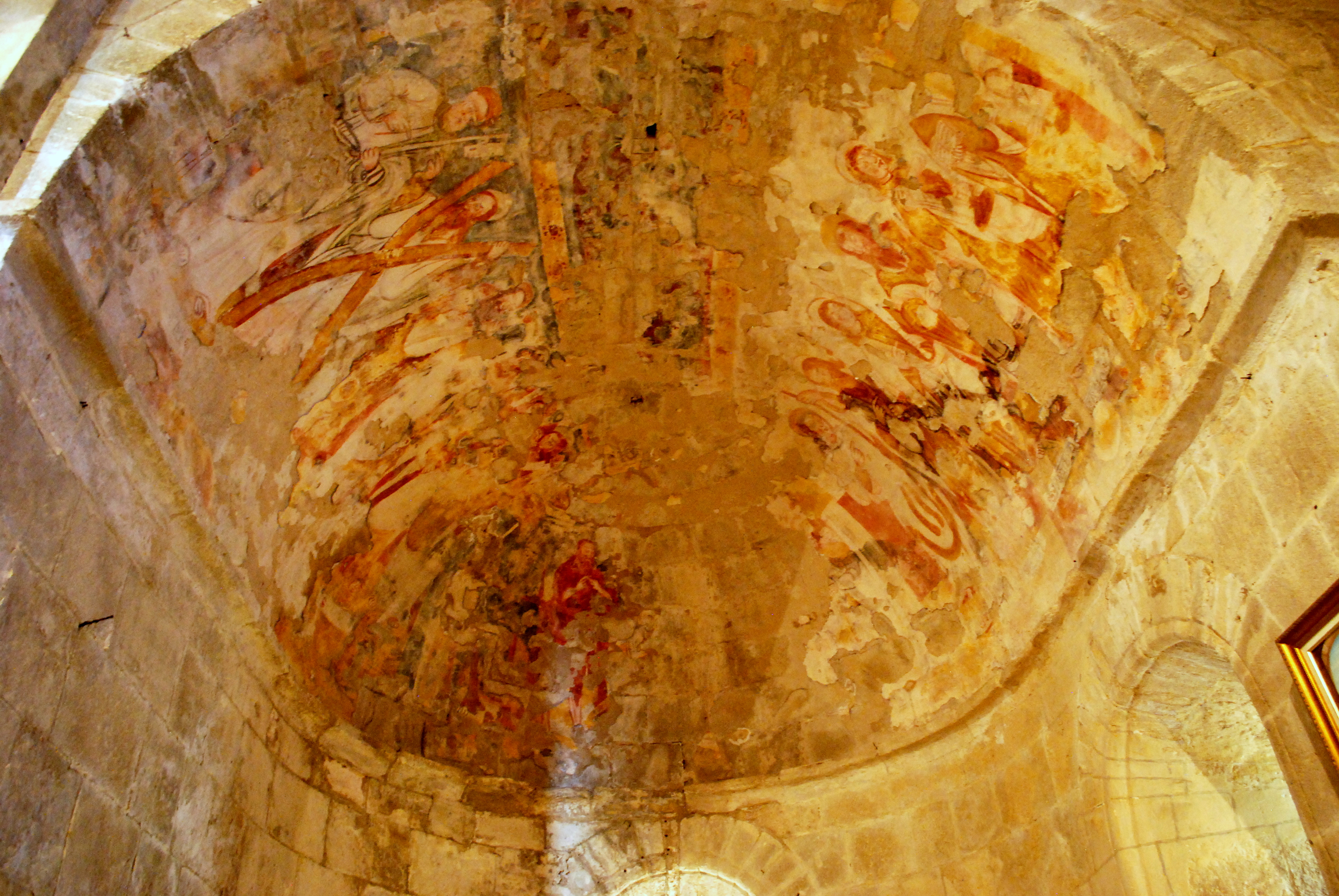
Voûte de l'absidiole
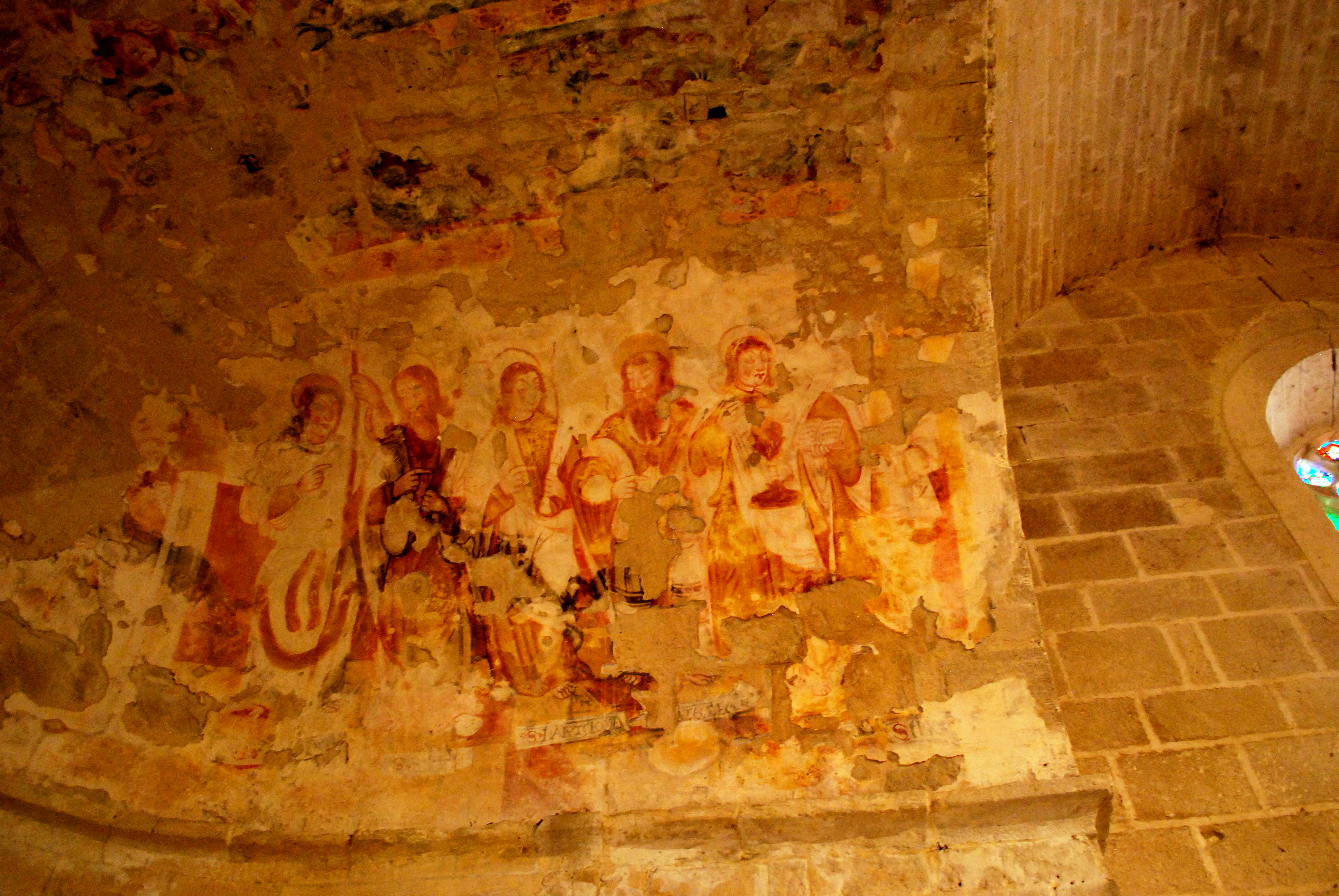
Voûte Sud
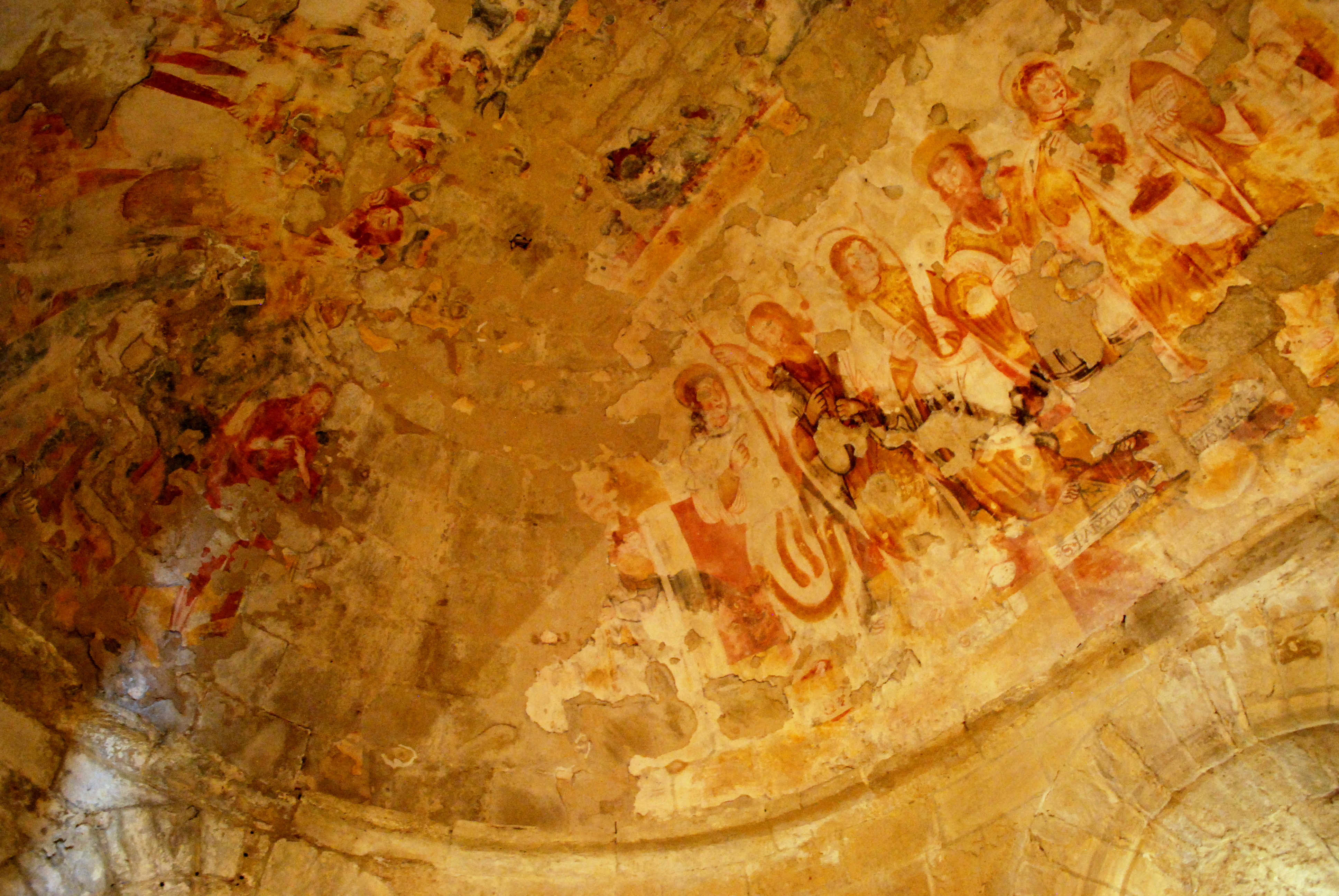
Voûte Sud-est
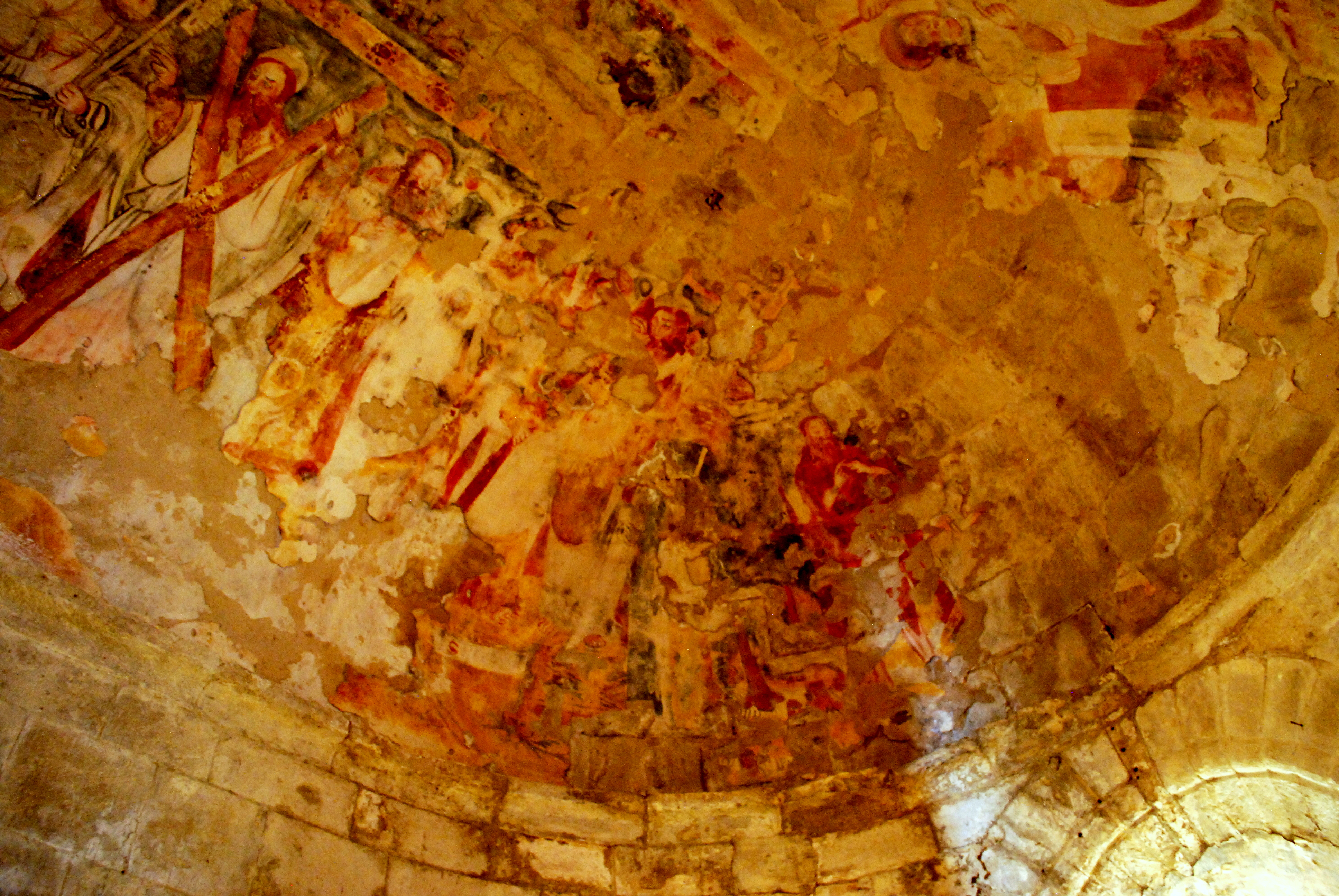
Voûte Est
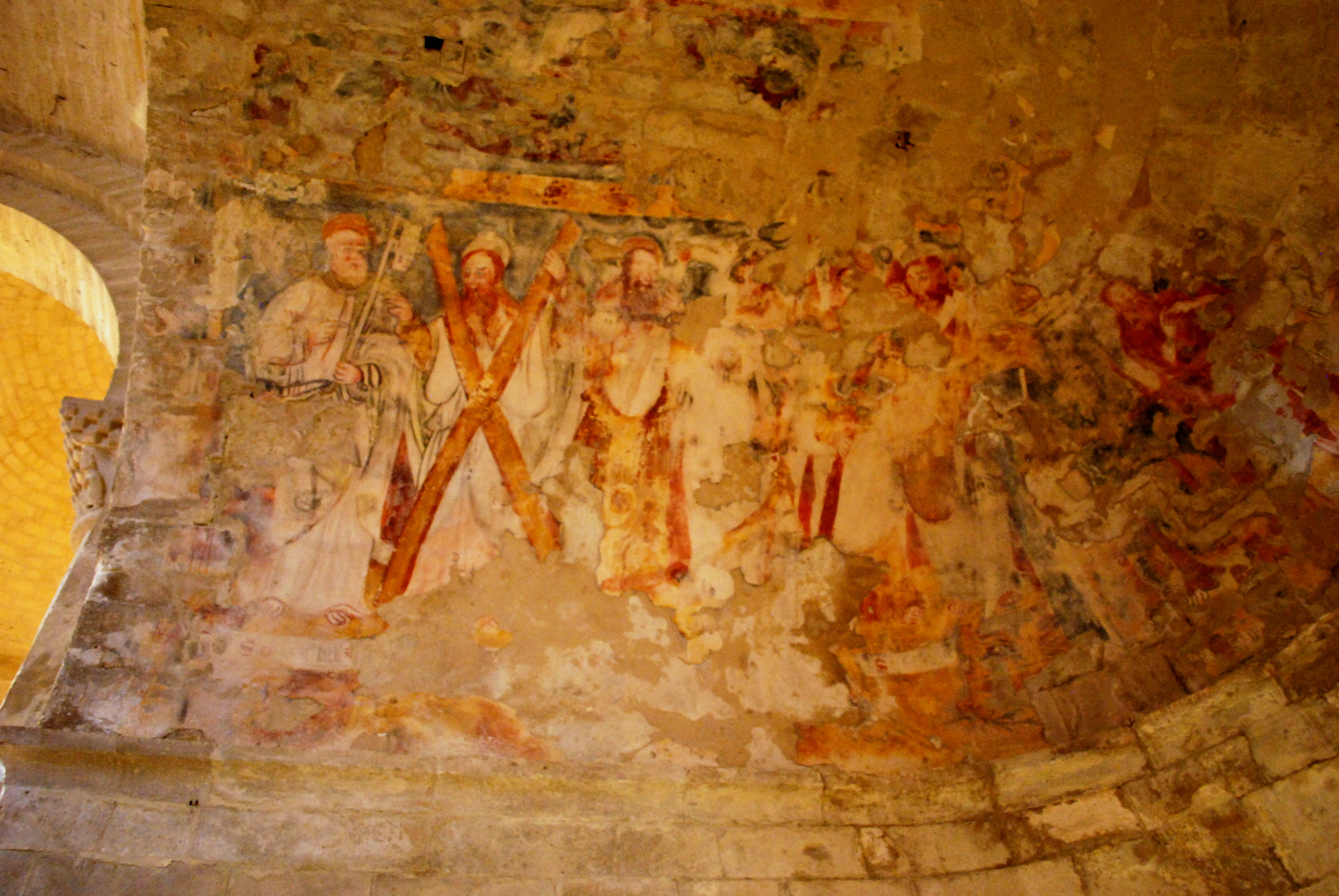
Voûte Nord

L'édifice est classé au titre des monuments historiques par arrêté du 22 novembre 2002.
Croix de cimetière
La croix du cimetière, à proximité de l'église, date du XVe siècle. Elle est sur un socle à trois niveaux, de forme carrée. Sur chaque face du fût, à la base, se trouve une représentation d’un saint sous un dais sculpté. Le décor sculpté est foisonnant. Il présente des moulures, ainsi que des pinacles flamboyants. Le fût est gothique, mais la croix proprement dite et la table sont moins anciennes. Elle a été classée au titre des monuments historiques par arrêté du 20 décembre 1907.

Croix de cimetière
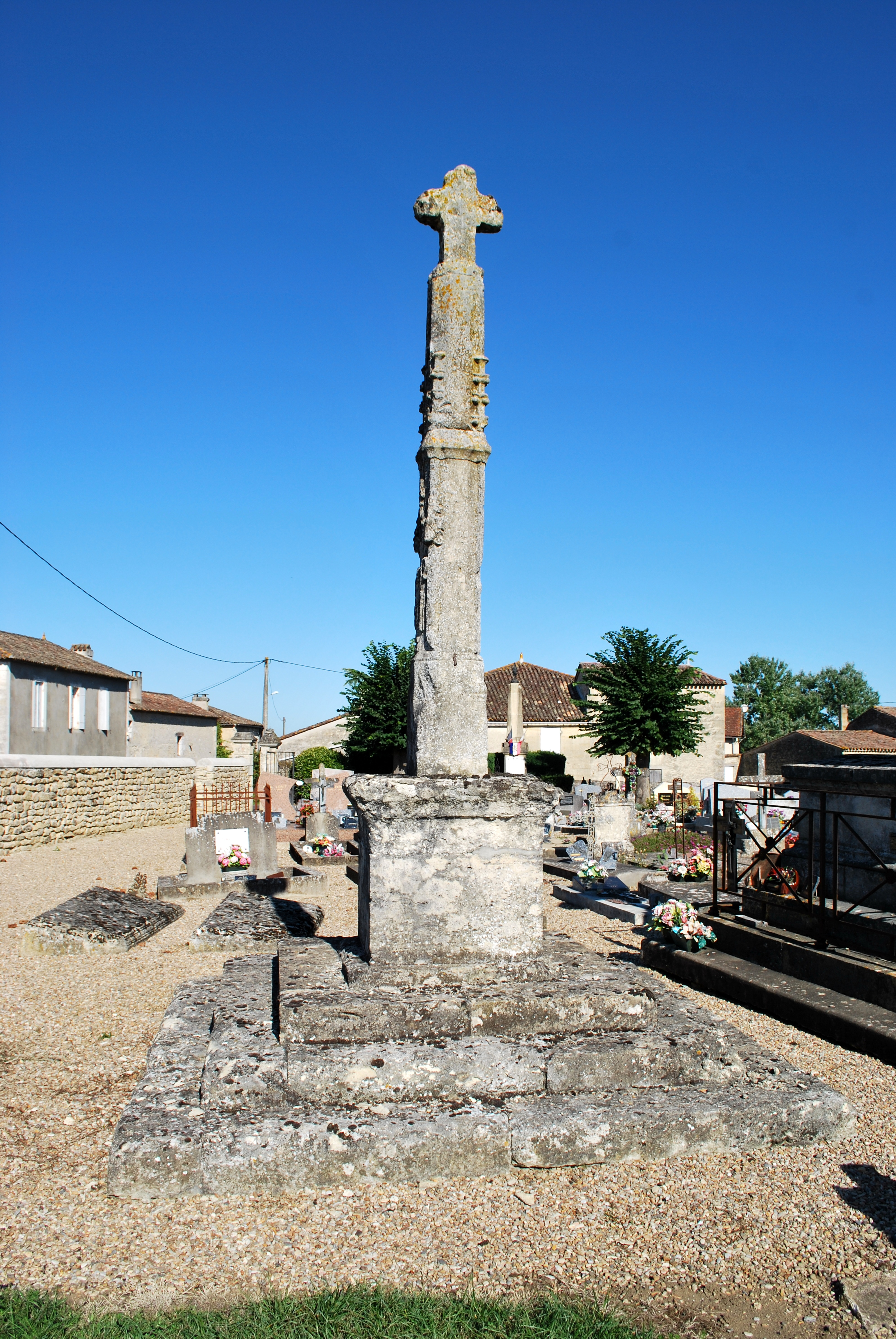
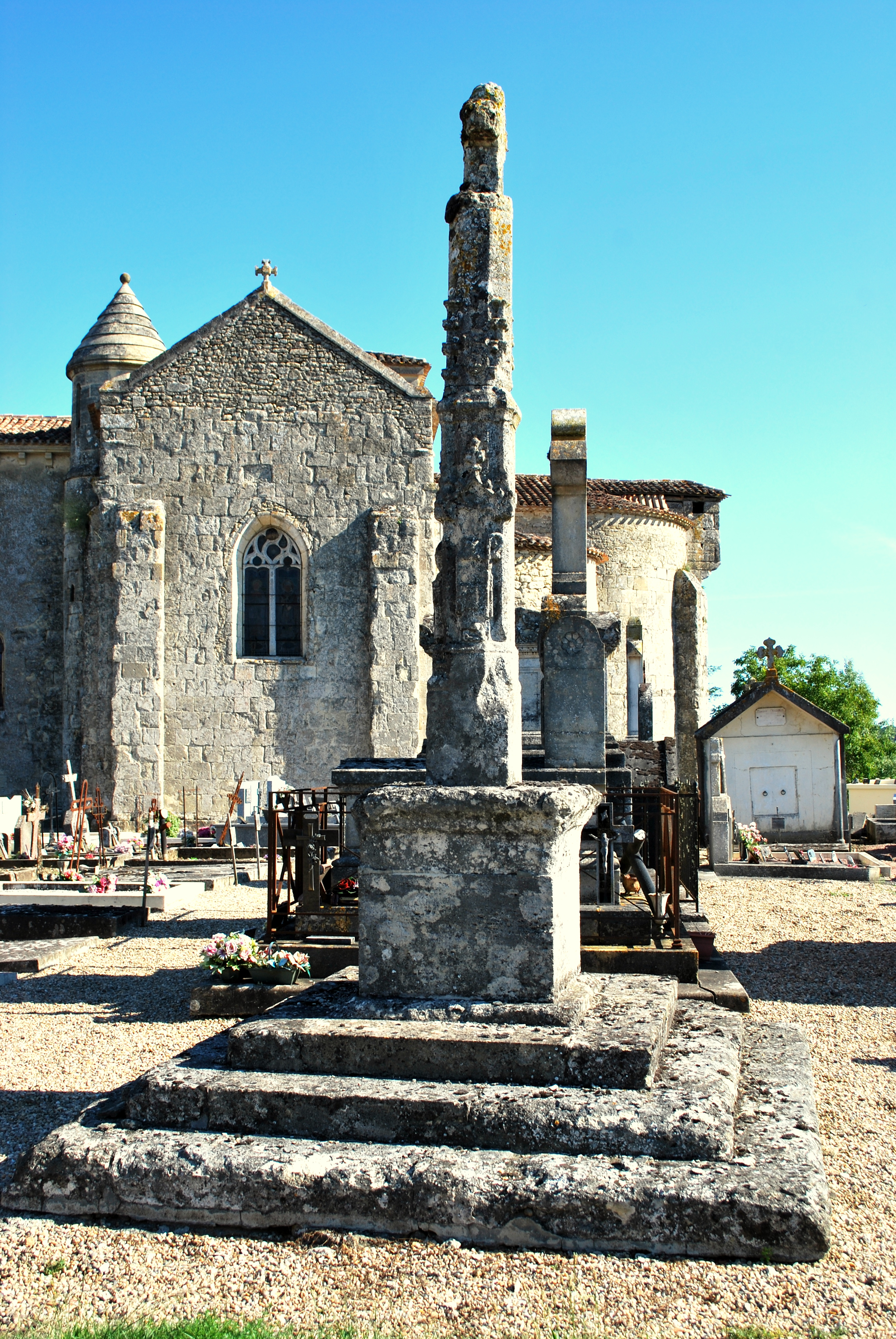
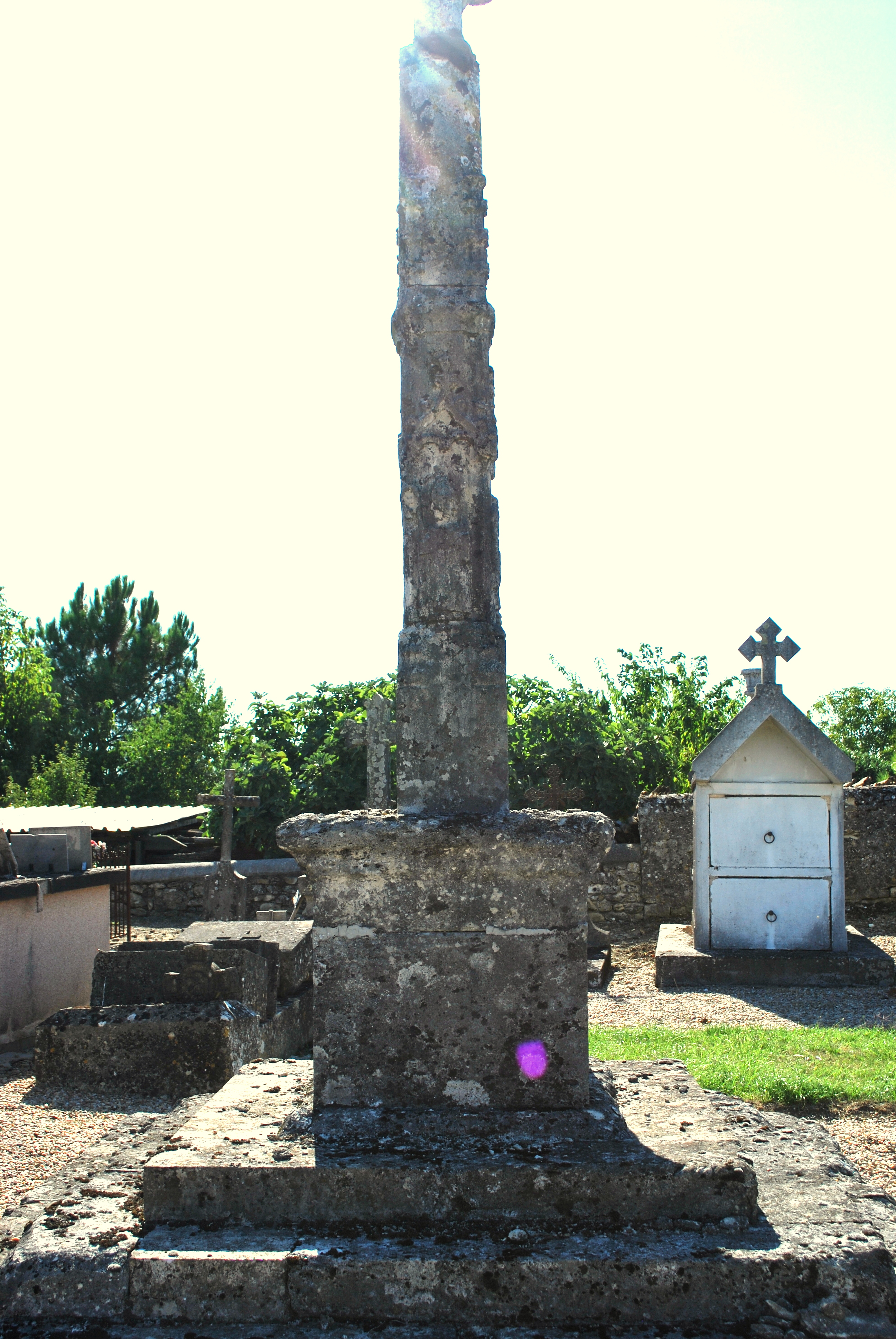
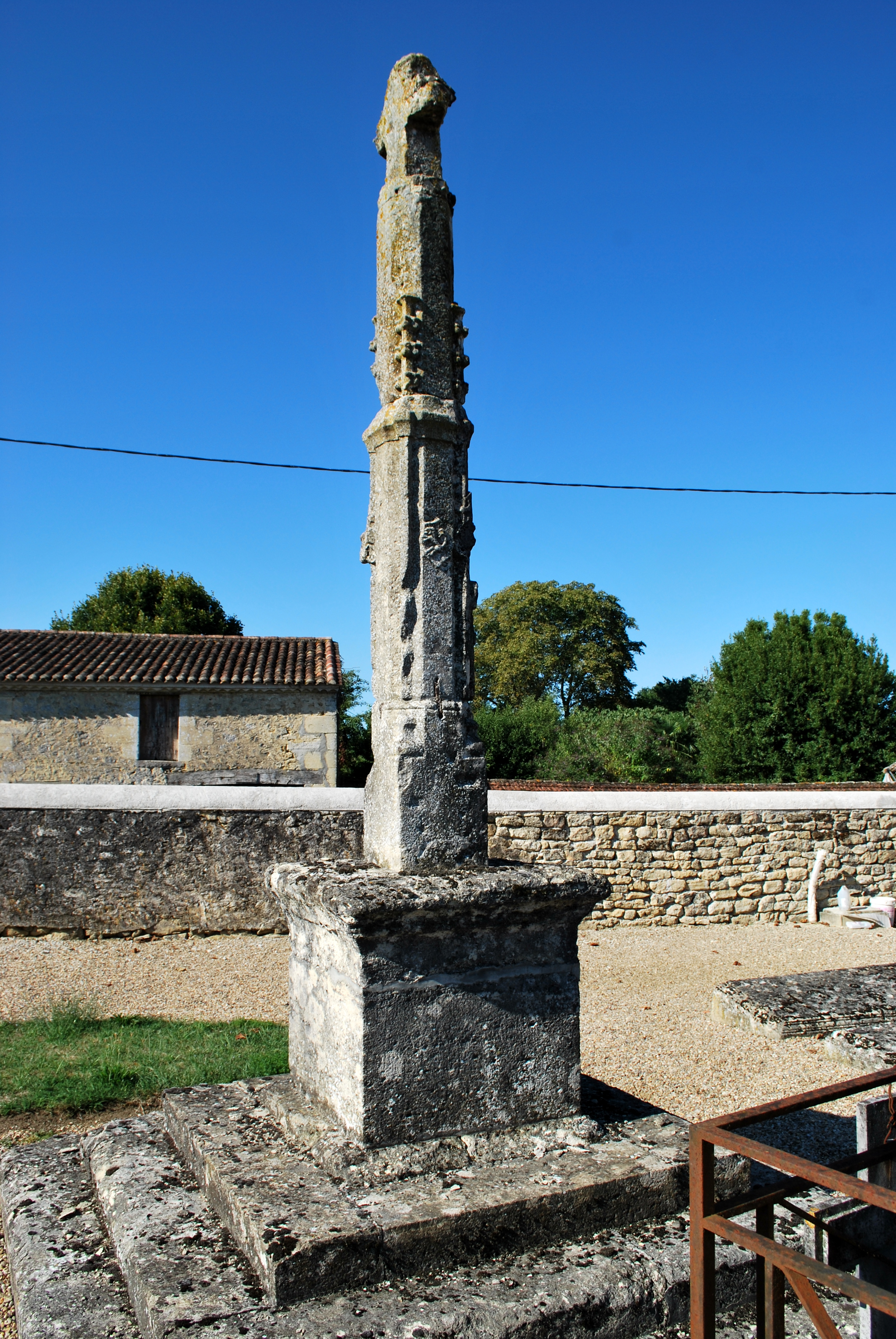

- Détails du fût

## Les chapiteaux romans historiés
À l'extérieur, on ne trouve aucune trace de programme figuré. Par contre, à l'intérieur il y a douze chapiteaux historiés dans le presbyterium et deux à décor végétal dans la nef.
Les chapiteaux historiés se divisent en trois groupes : deux chapiteaux du croisillon (C et D) ; quatre chapiteaux du chœur (E, F, G et H) et les six chapiteaux des colonnes des fenêtres de l'abside (I, J, K, L, M et N). Les emplacements des chapiteaux sont indiqués sur le plan de l'église ci-dessus.
Seulement quatre des douze chapiteaux historiés étaient visibles par les fidèles (C, D, E et F). Les huit autres étaient réservés aux regards du clergé. Comme d'habitude, les thèmes de ces chapiteaux ne sont pas inspirés par des histoires bibliques ; ils sont des rappels de moralité destinés à mettre en garde les prêtres contre les dangers et tentations qu'ils encouraient.
Le style des sculptures s'apparente aux ateliers qui gravitaient autour de l'Abbaye de Saint-Ferme et dans le Duras.
Les six chapiteaux se caractérisent par un épannelage triconcave standard et par des tailloirs ornés de billettes couchées. Les tailloirs se prolongent en une frise continue qui fait le tour du sanctuaire.
C. Croisillon nord : Saltimbanques.
On voit quatre hommes et un monstre ailé qui sont les acteurs d'un spectacle de saltimbanques. Dans le coin gauche se trouve un homme au visage paisible. Il porte un bliaud lui serrant la taille, des souliers pointus. Ses cheveux, trop longs pour être un clerc, tombent sur sa nuque. Son aspect un peu déhanché, mais avec ses mains croisées dans un geste d'angoisse, suggère qu'il est, à la fois attiré et révulsé par le spectacle qu'il observe.
À l'angle de la corbeille se trouve deux lutteurs nus aux mimiques faciales outrées. Sous le dé central de la face principale se trouve un contorsionniste qui a réussi à redresser sa tête entre ses deux pieds posés au sol. Le troisième côté de la corbeille est le repaire d'un monstre hybride, moitié simorgh[Quoi ?] par le torse, moitié dragon par la queue. Il tient par le bec une tête humaine découpée.
L'ensemble, qui était devant les yeux des simples fidèles, est destiné à condamner la corporation de jongleurs qui, avec les musiciens et historiens, étaient, aux yeux du clergé, des oisifs, immoraux et incitateurs à la luxure.

D. Croisillon sud : Danse de Salomé et mort de Jean-Baptiste
La danse de Salomé et la décapitation de Jean est un thème très répandu dans les églises romanes d'Aquitaine. Ici, l'histoire, racontée dans les Évangiles selon Marc (chapitre 6, v. 17), Matthieu (chapitre 14, v.3) et de Luc (chapitre3, v. 19), se lit de droite vers la gauche. Sur la petite face se trouve Salomé selon le stéréotype de la danseuse : légèrement déhanchée, elle pose ostensiblement ses mains sur les hanches et se trémousse en avançant un genou. (Ce stéréotype de la saltatrix était aussi un symbole de la luxure). Salomé porte un manteau tenu par une fibule, qui était la marque distinctive de sa famille royale.
Le second tableau met en scène le couple d'Hérode Antipas et Hérodiade. Hérode domine le groupe : tête barbue, hautain et coiffé d'une couronne fleurdelisée. Il tient ses deux poings fermés contre sa poitrine. Sur sa droite, Hérodiade, la seconde épouse, qui dissimule ses mains sous un manchon plissé.
La partie gauche du chapiteau traite le drame de la décapitation. Le bourreau exhibe de sa main droite le glaive qui vient de trancher la tête de Jean. Sa main gauche soutient encore le supplicié par la taille. La victime porte lui-même sa tête décapitée dans une jatte qu'il offre symboliquement à Salomé. Sur la petite face on voit la princesse en train de se saisir de ce plat où baigne une belle tête de moine tonsuré. Derrière Salomé un serviteur remonte les manchettes de sa maîtresse pour lui éviter de les maculer de sang. Il tient à sa main gauche une flûte de Pan, donc il est probablement le musicien grâce à qui Salomé a pu danser en rythme et séduire son oncle Hérode.
E. Arc Triomphal Nord : La Tentation et la Chute
L'histoire se lit de droite à gauche. Sur la petite face de la corbeille on voit l'Arbre de la Tentation, un fascicule de tiges ligaturées, portant trois rameaux à fruits globuleux. Un serpent s'est lové autour de l'arbre et qui présente, du bout de ses dents, un de ces fruits à Ève, qui s'en saisit. Sur la face principale on trouve la désobéissance, ou la violation de l'interdiction de manger ce fruit. Adam et Ève se tiennent de part et d'autre d'une plante grasse enracinée et d'une palmette plaquée sur le dé central. Ève donne un fruit à Adam, qui l'accepte et, en même temps, il saisit sa gorge (sa pomme d'Adam) en se rendant compte de sa faute. Cette scène fusionne en un seul tableau la tentation, la consommation du fruit défendu et la Honte, car ils sont tous reliés par la chaîne tactile ininterrompue entre le Serpent et Adam.
La troisième face illustre l'expulsion d'Adam et Ève du paradis. On les voit tentant de dissimuler leur sexe sous une feuille de figuier. Un Jésus nimbé tient Adam fermement par le bras pour les éconduire. La substitution de Yahweh par Jésus était très fréquente en Aquitaine. Elle était destinée à inculquer au public le dogme de la Trinité : Jésus, le fils, est consubstantiel à Yahweh, le père et il est également co-éternel, d’où sa présence en Paradis.
F. Arc triomphal Sud : saint Pierre ès liens
Le scénario de ce chapiteau historié comporte cinq personnages réunis autour de saint Pierre, que l'on voit sur la face principale, enchainé dans une geôle. Le récit biblique est celui de saint Luc (Actes chapitre 12, versets 1-18) : Hérode Agrippa II (frère d'Hérodiade), voyant que cela plaisait aux Juifs, fit emprisonner Pierre et le plaça sous bonne garde. Mais la nuit venue, l'ange du Seigneur vint le délivrer sous la barbe des sentinelles.
Sur la face principale on voit Pierre, pieds nus, endormi sur une banquette, tenu par deux lourdes chaînes fixées au mur. Son geôlier de gauche, appuyé sur son écu, sommeille. Sur la face gauche on voit l'ange qui arrive, après avoir passé sans encombre un gardien de la porte armé  d'une machette. L'ange avance son index vers le prisonnier, comme précise le texte, en le frappant au côté.
L’intérêt pédagogique, pour les ecclésiastiques, d'avoir ce chapiteau à côté de celui de l'exécution de Jean-Baptiste : en associant l'incarcération de Jean, qui fut exécuté, avec celle de Pierre, qui fut sauvé, c'est la démonstration de la supériorité du Nouveau Testament (Pierre) sur l'Ancienne loi (Jean).
G. Sanctuaire Nord : Deux personnages dans une barque
Sur la face principale on voit deux personnages, à cheveux longs, face à face assis dans une petite embarcation. Le personnage à gauche est peut-être une femme. Chacune tient un aviron, mais vu leur position, ils ne peuvent pas ramer collectivement. La barque est assez détaillée : une construction à clins, on voit quatre bordés au-dessus de la ligne de flottaison et un liston à double col de cygne où l'étambot ne se distingue pas de l'étrave. Les avirons sont passés dans des tolets et maintenus par un cordage. Par contre, l'eau est totalement absente, ni flots, ni poissons, ni filet de pêche. Ce détail suffit pour exclure la suggestion de certains guides que le scénario est celui des premiers disciples, pêcheurs sur le lac Tiberiade, comme on le trouve dans l'église de Daubèze et l'église de Martres. En plus, sur les deux petits côtés, on trouve un lion chevauché par un homme et aucune trace de Jésus appelant Pierre et André. À gauche c'est une lionne à queue pendante qu'enfourche le personnage aux cheveux plaqués en arrière, à tunique courte et manchettes larges. Il maintient la gueule de la lionne ouverte à mains nues. À droite, c'est un lion à crinière, sa queue rentrée dont le pinceau se redresse à la verticale. Il est maintenu de la même façon par un homme à cheveux courts, en tunique flottante.
H. Sanctuaire Sud : Deux oiseaux et un bicorporé
Ce chapiteau rustique est couvert par une couche d'oxyde qui cache les détails. On trouve deux couples de corps ailés. Sur l'angle de droite, deux corbeaux boivent le fond d'un fin calice. À l'autre angle, deux corps ailés de même gabarit sont réunis par une tête mammalienne à groin de porc.
Cette évocation eucharistique, fortement rendue négativement par la nature maléfique des participants, est connue sous le vocable 'eucharistie sacrilège', et est une mise en garde aux clercs imprudents qui œuvraient en ces lieux de communion.

### Chapiteaux des fenêtres de l'abside
Il s'agit des six chapiteaux au sommet des colonnettes des trois baies qui éclairent l'exèdre du presbyterium. Les six sculptures appartiennent à l'iconographie édifiante, sans la moindre référence biblique. On trouve un mélange d'hommes et d'animaux vivants. Les tailloirs sont décorés de palmettes et d'entrelacs complexes. Malheureusement, la pierre utilisée n'était pas assez dure et l'érosion a fait son œuvre.
Fenêtre Nord-Est
- I. Chapiteau Est : Diable terrassant un homme. Sur l'angle de la corbeille on voit un diable ventru, à califourchon sur sa victime, un jeune clerc et pécheur, renversés à plat-dos. Le démon, aux cornes de bouc, oreilles de loup, pieds griffus et denture de squale, bloque le bras gauche et la cheville droite de sa victime. La situation morale du jeune semble compromise, comme pour le pigeon et le lièvre du chapiteau voisin. Cependant, sur les deux côtés se trouvent des clercs, venus à la rescousse. Celui de gauche porte un projectile destiné au Malin et celui de droite pousse en arrière le ventre du démon. C'est la 'correction fraternelle', où les clercs doivent secourir leurs siens lorsqu'ils les voient en péril moral.
- J. Chapiteau Ouest : le repas des rapaces. Sur chacune des deux faces de la corbeille se trouve un rapace en train de clouer au sol, avec bec et ongles, une victime, soit une grosse palombe, soit un lièvre. Un aigle, sur l'angle, semble dominer la scène. L'absence totale de végétaux évoquant la Nature suggère que cette composition appartient au registre symbolique. Le recours au vocabulaire cynégétique, à l'époque où la fauconnerie était en honneur, avait l'avantage d'être compréhensible par tous. Les sobriquets 'pigeon' ou 'lièvre/lapin' pour désigner un naïf ou les turpitudes sexuelles étaient d'usage fréquent chez les auteurs chrétiens et souvent représentés sur des chapiteaux et modillons des églises romanes. Il leur est rappelé que, tôt ou tard, un prédateur finira par fondre sur eux, avec des conséquences néfastes pour le salut de l'âme.

Fenêtre axiale
- K. Chapiteau Nord : Le moine et le renard. Sur l'angle de la corbeille se trouve la tête d'un renard qui tient dans sa gueule les cous de deux volatiles (probablement un coq (pas de pattes palmées et présence d'un ergot) et une oie (bec caractéristique )). À gauche, un moine, identifié par sa tonsure et son habit de bure, au visage épanoui par un large sourire, tente avec toutes ses forces de faire lâcher le coq. Il y a deux interprétations possibles : soit le moine tente de sauver un pécheur, soit il convoite, lui aussi, le volatile pour le manger. Dans ce cas, c'est une mise en garde contre le péché mortel de gourmandise, que le christianisme condamne.
- L. Chapiteau Sud : Combat autour d'un bouc : Ce chapiteau est assez érodé et le sujet, quatre hommes, dont deux barbus et deux glabres, et un bouc qui s'agitent dans la plus grande confusion, est difficile à décrypter. En général une scène de bagarre était le prétexte pour illustrer le péché capital de la Colère (Ira). Ici l'objet de la dispute semble être un bouc et certains guides suggèrent que la leçon de moralité est la condamnation de la colère pour un motif aussi futile que la possession d'une bête. Cependant, pour un public rural qui tient à son bétail, le sujet n'est pas du tout futile. Il est possible qu'il y ait une interprétation codée. Les mains des quatre hommes sont toutes occupées à tenir, soit la barbe ou les cheveux des adversaires et la préhension des pilosités avait une connotation sexuelle, voire  homosexuelle. Le bouc, aussi, était la personnification du mal et de Satan. La scène est peut-être une mise en garde pour les clercs contre les 'étreintes interdites'.

Fenêtre Sud-Est
Ces deux corbeilles sont en très mauvais état. Toutes les deux portent le même sujet : deux mammifères adossés par la croupe qui détournent la tête en arrière, vers la volute de l'angle.
- M. Chapiteau Est : Deux animaux. La corbeille est presque illisible. On peut discerner deux bêtes à cornes, à queue courte et pendante. Ils sont peut-être des caprins.
- N. Chapiteau Ouest : Deux félins. Sur chaque face on voit un félin à long cou. La forme des pattes, de la tête et la queue sagittée et redressée à la verticale suggèrent une espèce de lion.

On ne peut pas dire plus sur ces deux corbeilles.

La thématique de la décoration du presbyterium fait souvent état d'une volonté moralisante par le biais d'un vocabulaire ludique et bon enfant. Les Templiers affectionnaient le genre de la fable ou la parodie. Le clergé médiéval adorait se caricaturer lui-même. Des sculptures ont existé un peu partout, avant que la Contre-Réforme ne les fît disparaître, de processions burlesques et parodies de messes célébrées par des animaux du fablier.